# エスコンフィールドHOKKAIDO
エスコンフィールドHOKKAIDO（エスコンフィールドほっかいどう、英: ES CON FIELD HOKKAIDO）は、北海道北広島市Fビレッジにある開閉式屋根付き野球場。北海道ボールパークFビレッジの一部をなし、パーク内に宿泊施設や商業施設・レストラン・マンションなどが建設されている。
プロ野球・パシフィック・リーグの北海道日本ハムファイターズが2023年以降、札幌ドームから専用球場（本拠地）を移して使用している。

## 概要
日本野球機構（NPB）加盟12球団の本拠地では、広島東洋カープの本拠地として2009年に開業したMAZDA Zoom-Zoom スタジアム広島（広島県広島市）以来の新球場となる。また、みずほPayPayドーム福岡（福岡県福岡市）に次いで2球場目の屋根開閉式の球場である。北海道日本ハムファイターズにとっては、前身の東映フライヤーズ時代（1953年 - 1961年）に使用していた駒澤野球場以来61年ぶりとなる、他球団の本拠地の間借りや借地ではない自社または系列会社保有の本拠地である。
HKSと大林組グループが設計と建設を担当し、岩田地崎建設も建設に参画、今までプロ野球フランチャイズとなった全てのドーム球場で設計・施工を担当した竹中工務店が関わらない初めてのケースとなった。
2023年1月24日、NPBへの球場登録名がエスコンフィールドHOKKAIDOとなり、略称として「エスコンフィールド」「エスコンF」などになると公表された。なお、この名称は後述の通り、エスコンが獲得した命名権によるものであるが、他の球場とは異なり、命名権に基づかない正式名称は登録されていない。

北海道では面積や体積を換算する慣用単位として「エスコンフィールド北海道○個分」という表現を用いる場合がある。

北側（駐車場方面）のパノラマ写真（2025年6月25日）
南側「FIGHTERS LEGENDS SQUARE」のパノラマ写真（2025年6月25日）

## 経緯
2016年初頭、北海道日本ハムファイターズ（以下日本ハム）は本拠地所在地でもある札幌市、またはその周辺地域に新しい本拠地スタジアムの建設を検討開始した。日本ハムは2004年に東京から札幌市へ移転して以来、多目的スタジアムでもある豊平区の札幌ドームを本拠地にホームゲームを開催していた。ドームは札幌市が所有し、市と地域社会が出資する株式会社札幌ドームが運営・管理している。札幌ドームの使用料は札幌市議会が制定する「札幌ドーム条例」（平成11年10月5日条例第36号）によって定められており、動員数に応じて1試合当たり800万円から1600万円程度、年間で最大約13億円を要する。ファイターズ株式会社と日本ハム球団は、スタジアム内の広告営業ができないこと、スタジアム内での物販収入が上がらないこと、多目的施設ゆえの硬直性などを使用料の費用対効果と勘案した末に、独自のスタジアム建設を推進し、札幌市北区の北海道大学キャンパス、札幌市南区の真駒内地区、北広島市に建設が予定されている「きたひろしま総合運動公園」敷地など北海道内の15 - 20か所を候補地として検討していた。12月19日、NPBは日本ハムと共同でタスクフォースを設置して2018年3月までに新しいスタジアム事業を計画することを発表した。北広島市長はチーム代表者と面会し、「きたひろしま総合運動公園」の敷地36ヘクタールのうち20ヘクタールを提供し、3万人収容可能な自然芝の「開閉式屋根付きボールパーク」を室内練習場、練習施設、商業施設とともに建設することを提案した。札幌市は当初、札幌ドームを本拠地として利用を継続するよう球団に呼びかけ、現在はサッカーやコンサート会場にもなる札幌ドームを野球専用球場にすることも提案した。しかし、日本ハムが新設する案を推進すると同時に北広島市が早い段階から計画を提案し、危機感を抱いた札幌市は新たに建設提案地の調査を開始した。2017年4月、札幌市は北海道大学敷地内10ヘクタールと豊平区13ヘクタールの2か所を提供することを提案したが、いずれも様々な事情により使用不可と判断された。北広島市が交渉を継続する一方で、札幌市は2017年末までに3か所目として真駒内公園を提案した。老朽化した真駒内公園内の競技場を撤去し、レストランや商業施設などを含む新球場を20ヘクタールの敷地に建設することを提案した。
2018年、日本ハムの新本拠地・新球場としてきたひろしま総合公園敷地が選定・決定された。札幌市の提案は、真駒内公園の自然環境保全に懸念と地域住民の反発があり、却下された。北広島市が提案する36ヘクタールの広大な敷地が、競技場と周辺施設の両方を建設するにあたり優位となった。北広島市はこのほか、インフラ整備費の負担、日本ハムへ土地無償賃貸、球場その他の公園施設に対する固定資産税と都市計画税を10年間免除することで合意した。同年末、日本ハムはスタジアムの設計と詳細を発表した。収容客数3万5千人（座席数：2万9千席、立ち見等入場のみ：6千人）の野球場はアメリカ・テキサス州ダラスの設計事務所HKSが設計し、開閉式の屋根と天然芝を特長とする。2019年10月に日本ハムの子会社として設立された、株式会社ファイターズスポーツ&エンターテイメントが所有・運営し、建設費は約600億円とされた。
2020年1月、新球場を含めたボールパークエリア名は北海道ボールパークFビレッジ （HOKKAIDO BALLPARK F VILLAGE）、新球場は日本エスコン（現：エスコン）が取得した命名権によるエスコンフィールドHOKKAIDO（ES CON FIELD HOKKAIDO）とする、と発表された。4月13日に競技場の起工式が催された。建設工事施工は大林組が中心となるJVが請け負う。2021年11月22日、ファイターズスポーツ&エンターテイメントは2023年夏の高校野球南北海道と、北北海道大会の準決勝と決勝の計6試合をエスコンフィールドHOKKAIDOで開催することを発表した。2022年8月8日、NPBは実行委員会で2023年度のプロ野球日程大綱を決定し、3月31日から試合を開催する他カードに先行して、3月30日に新球場の日本ハム戦で開幕することを発表した。10月24日、北広島市は2023年1月1日に町名を「共栄」から施設総称と同じ「Fビレッジ」へ変更することを発表した。郵便番号は「061-1116」となる。11月7日、本塁からバックネット側フェンスまでの距離が不足していることが判明した。11月14日に関係者らの協議結果として、2023年度は現状のまま使用して2023年度と2024年度のオフ期間に改修することで合意した。のちに、NPBに野球振興協力金を支払うと言う条件で改修せず永続的に使用する方針に変更した（詳細は#トラブル）。
2023年1月5日、竣工式が催された。3月14日には初めてのプロ野球の試合となる西武とのオープン戦が行われた。3月28日には杮落としイベントとなる、“F VILLAGE STARTING LIVE!”が開催された。
3月30日、楽天との初のプロ野球公式戦が行われ、試合は3対1で楽天が勝利した。7月2日の対オリックス戦で、初めて屋根を開いた状態で試合が行われた。試合は6対3で日本ハムが勝利した。7月12日の対楽天戦で主催試合入場者数が100万人を突破。7月22日、高校野球の会場として初めて使用された。この日は北北海道大会の準決勝が行われ、旭川明成高校の小笠原凛太郎が同球場では高校生初となる本塁打を放つ。
2024年8月8日、日本建設業連合会が主催する第65回BCS賞を受章した。
なお、ラッキー7のときの応援用具であるジェット風船はコロナ禍による使用規制があるため、開場当初は口からの膨らましだけでなく札幌ドーム時代に使用が認められていた膨らましパーツ（専用ポンプ）を使用した応援も原則禁止されており、解禁の目処はついていない。
2025年4月21日、スタジアム裏手のガラス張り壁面が、「スタジアムにおける連続したガラスファサード」としてギネス世界記録に認定され、4月26日の試合前にセレモニーが行われた。

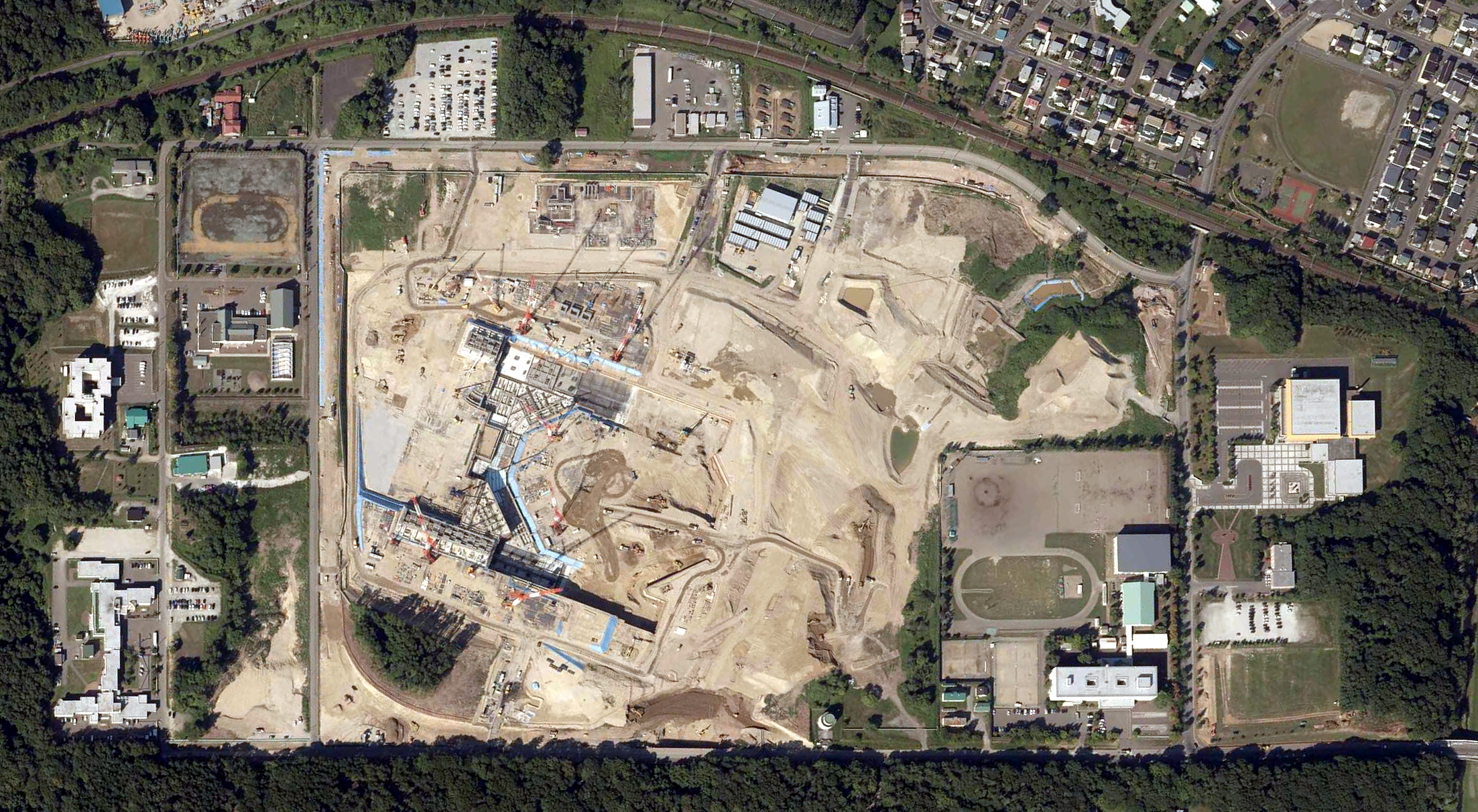
建設状況（2020年8月）
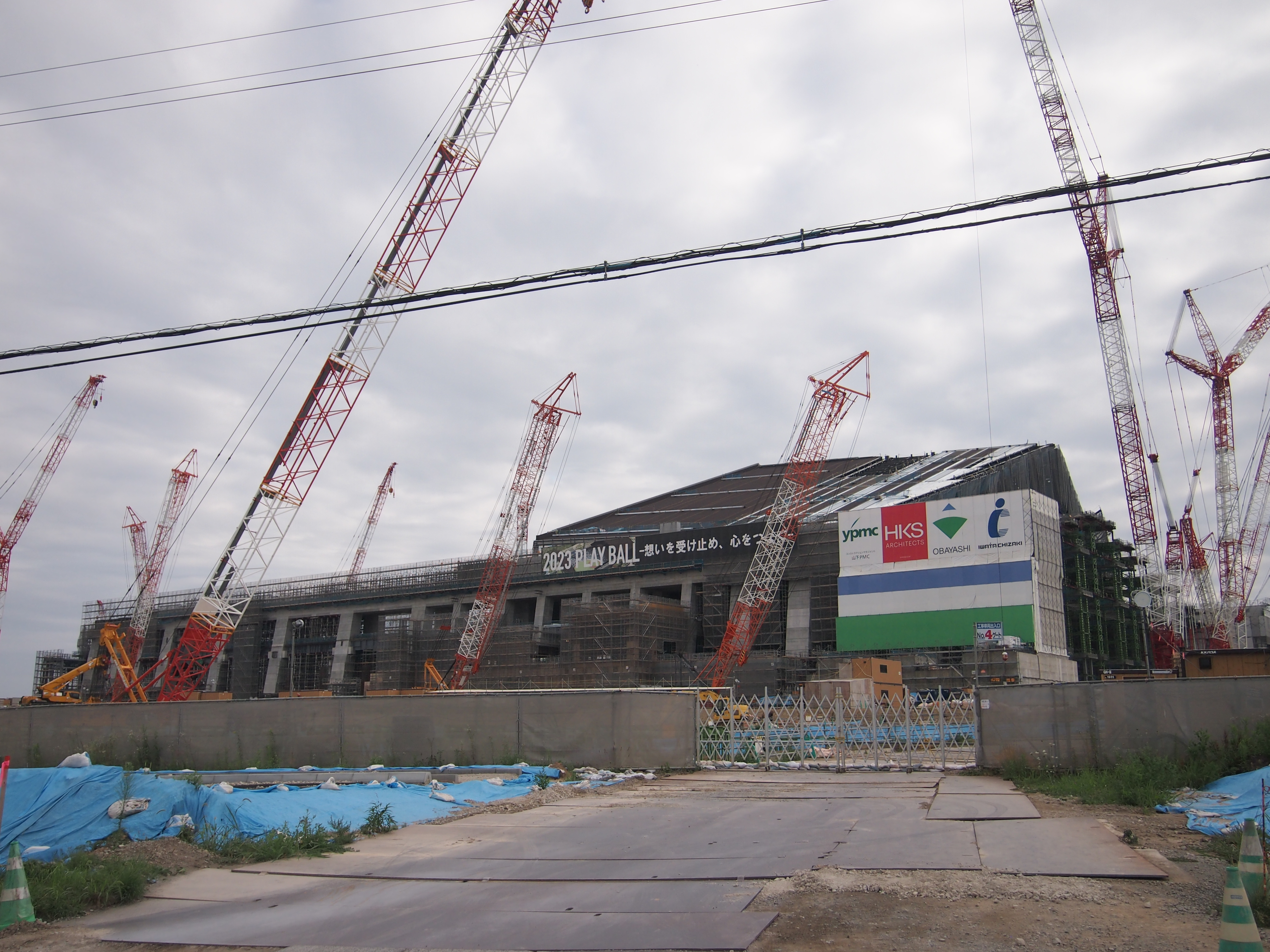
北側から見た建設工事（2021年8月）
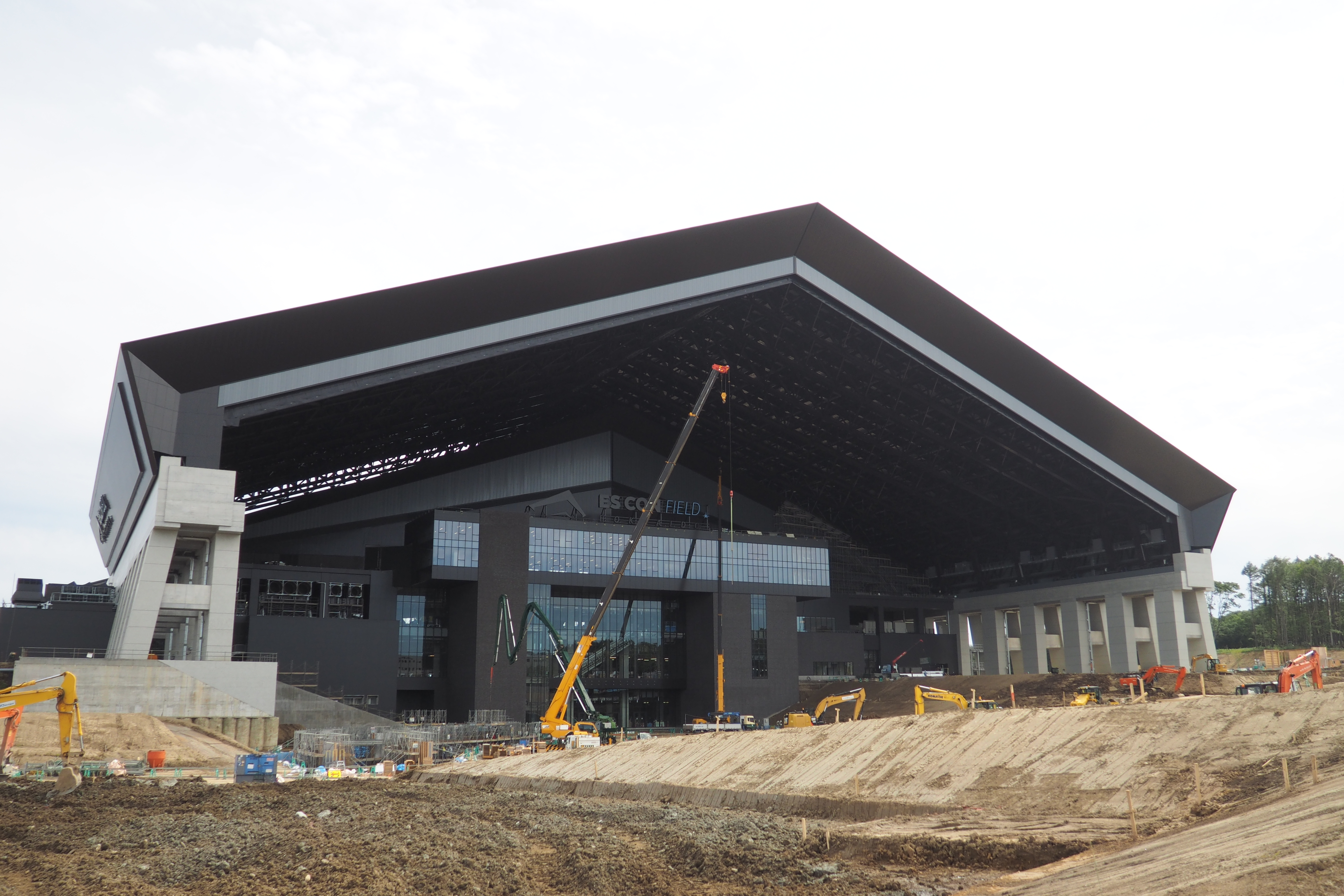
北西側から見た建設工事（2022年9月）
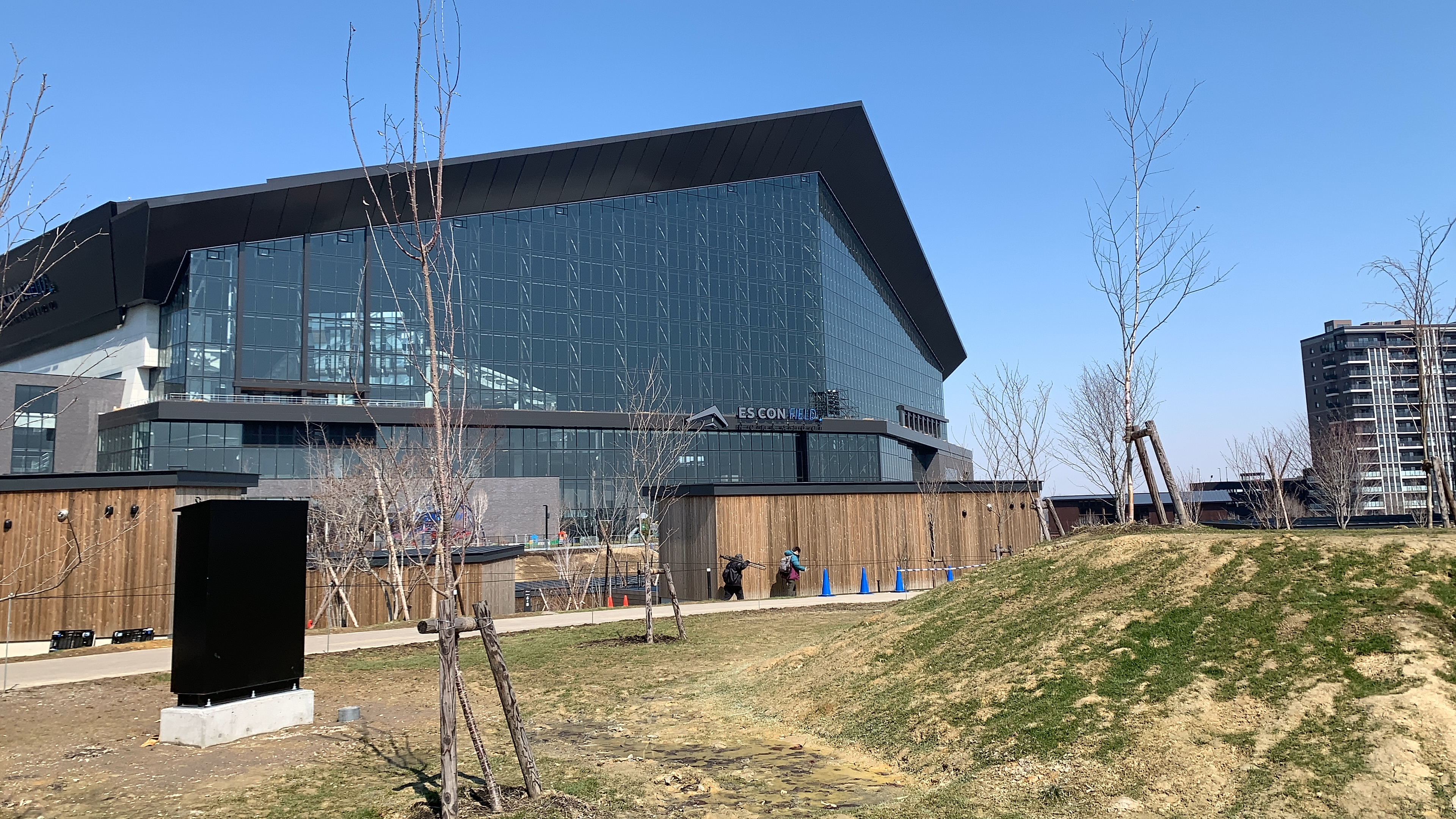
裏手のガラス張り面（2023年3月28日）
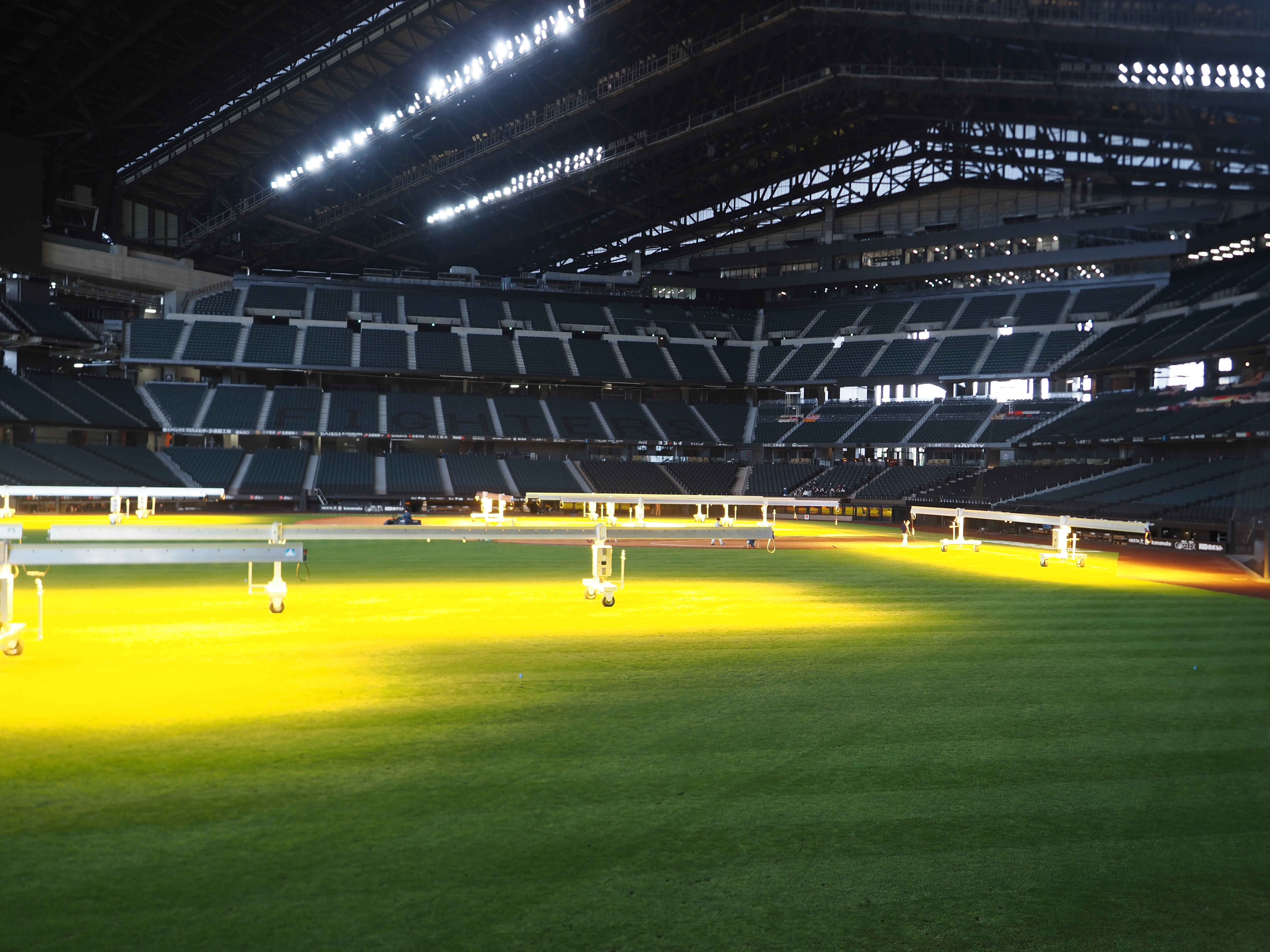
左翼席よりスタンドと整備中のグランド（2023年4月5日）
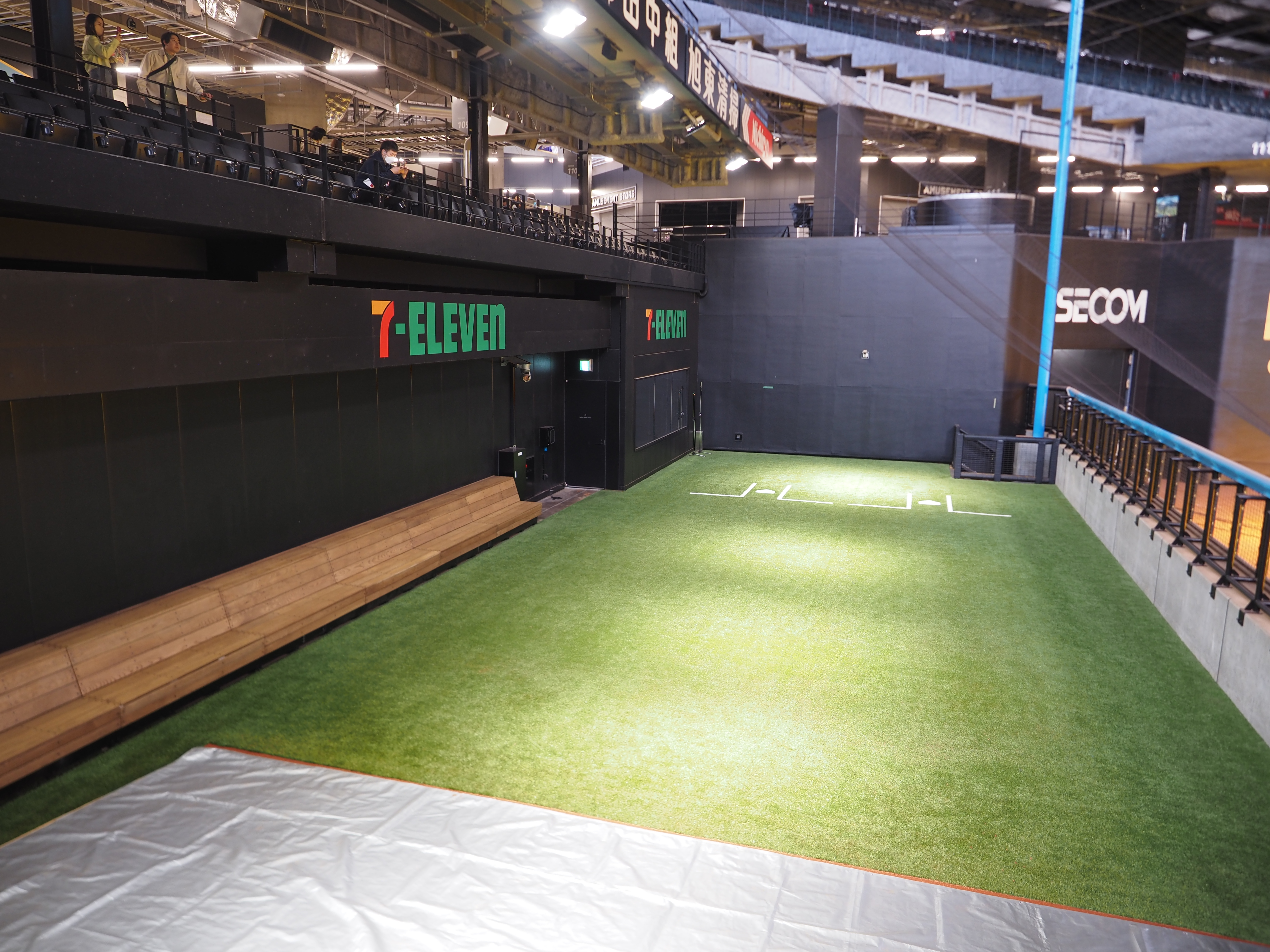
三塁側のブルペン（2023年4月5日）
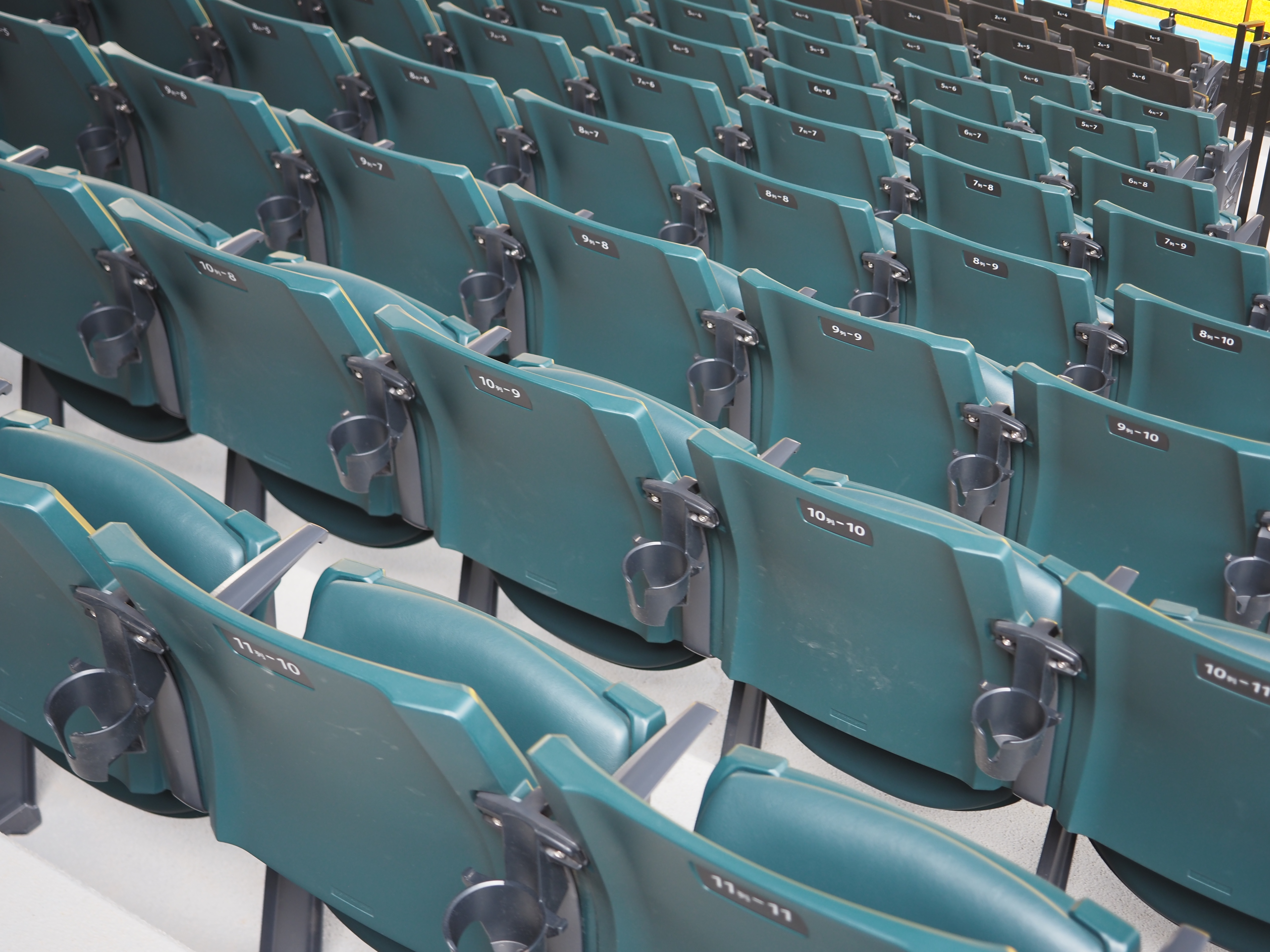
座席（2023年3月30日）
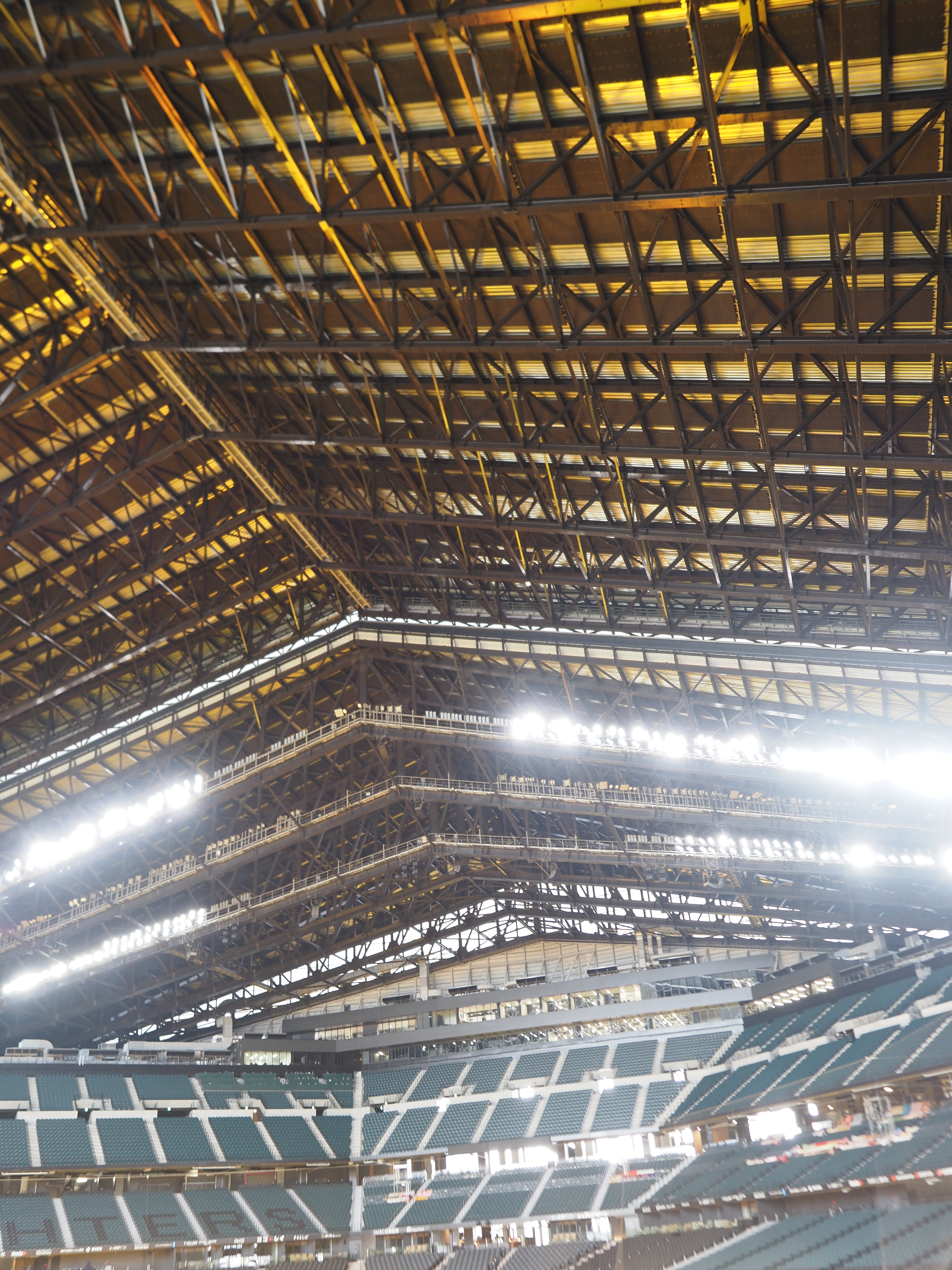
開閉式の屋根と照明（2023年4月5日）
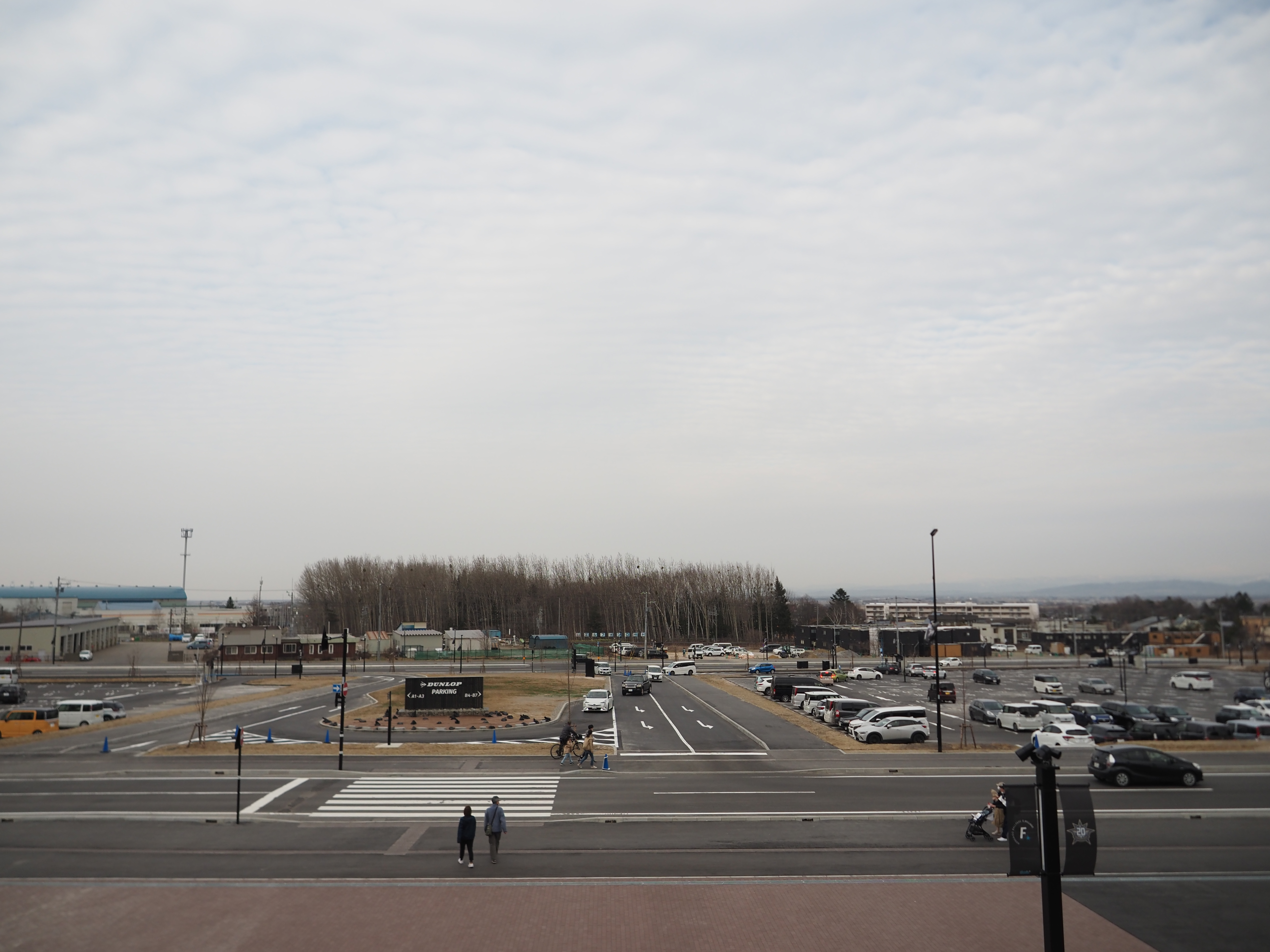
屋外駐車場（2023年4月5日）
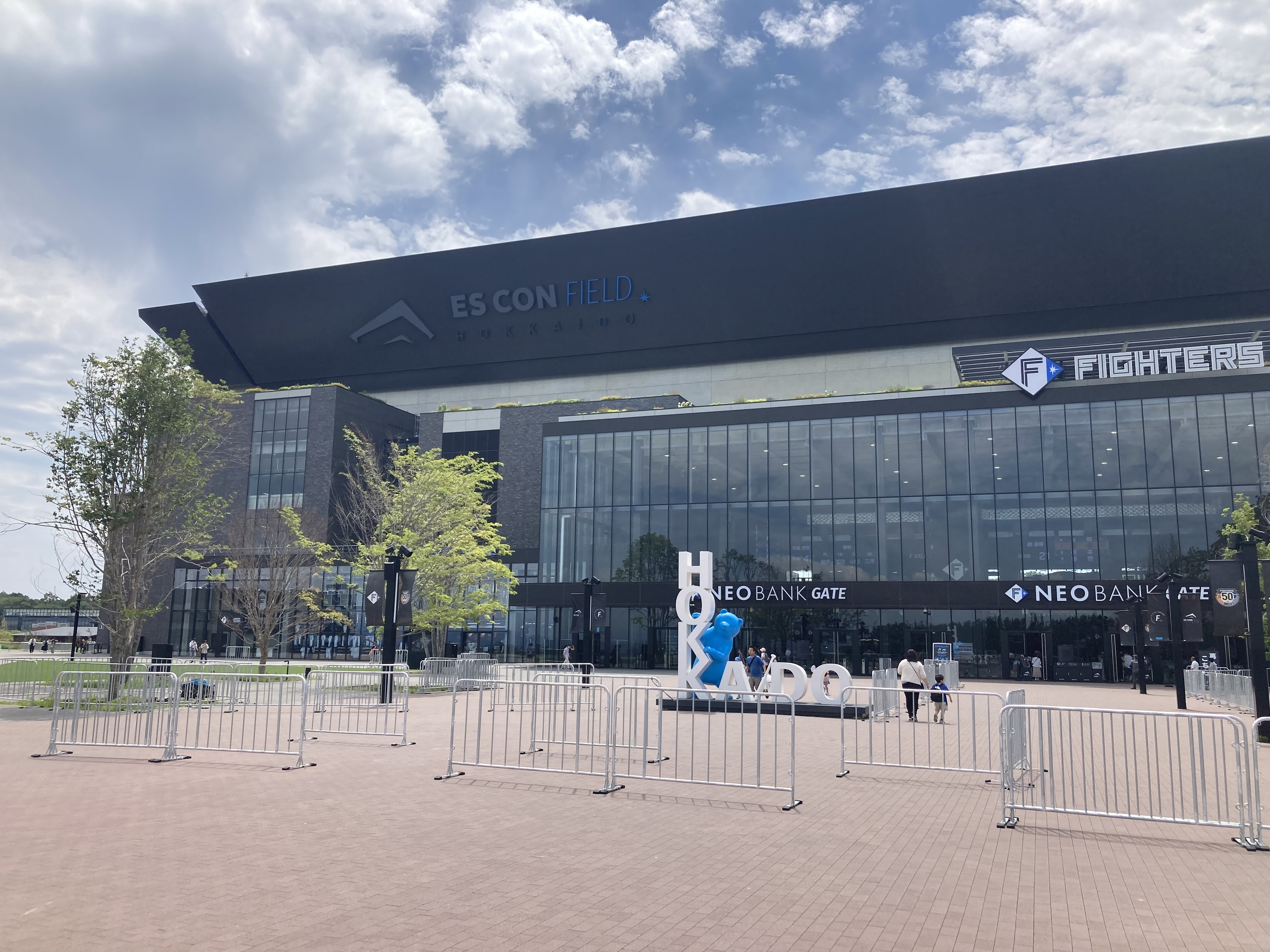
F Neobank gate入口（2024年7月20日）
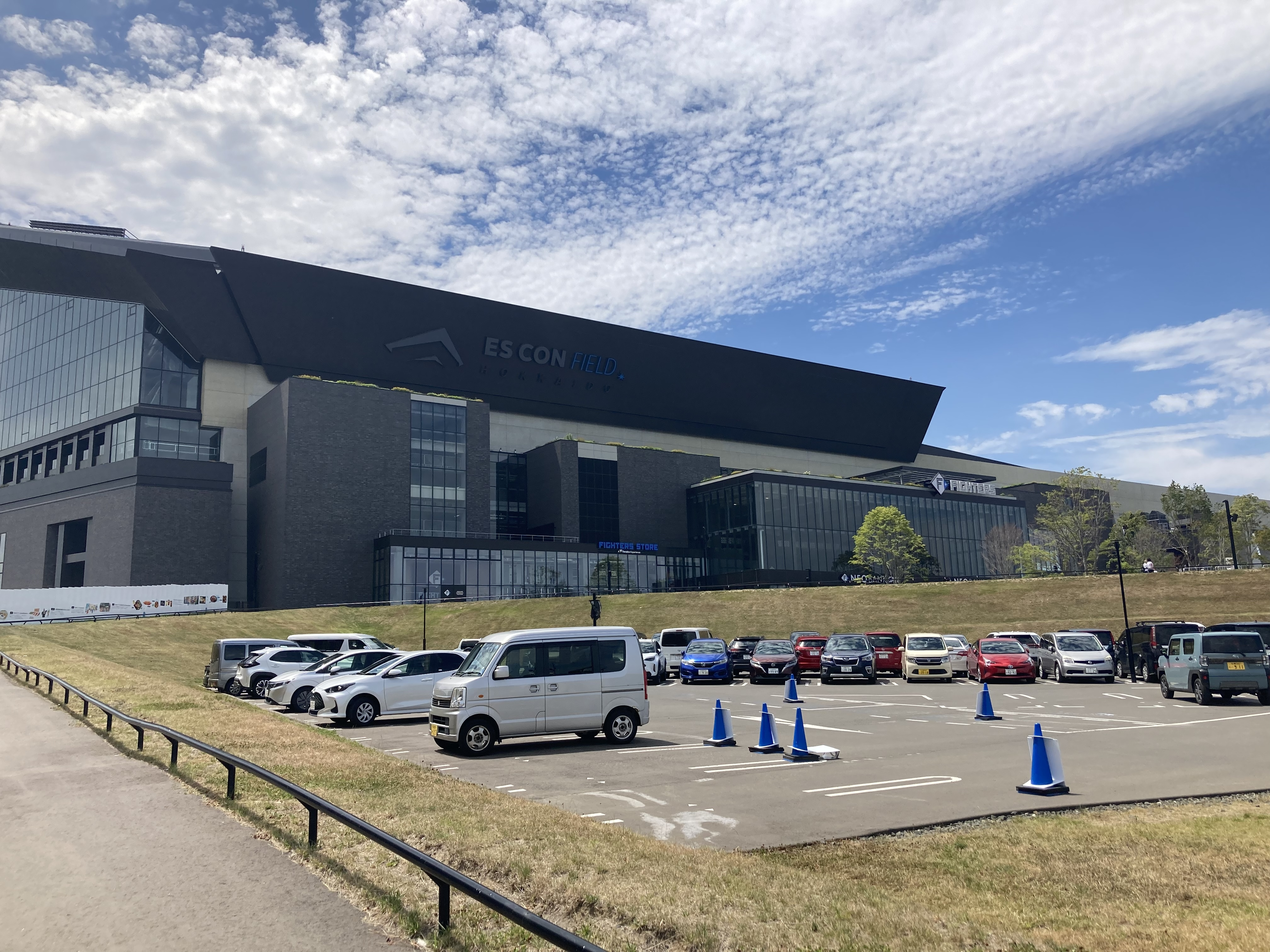
駐車場から眺め（2024年7月20日）
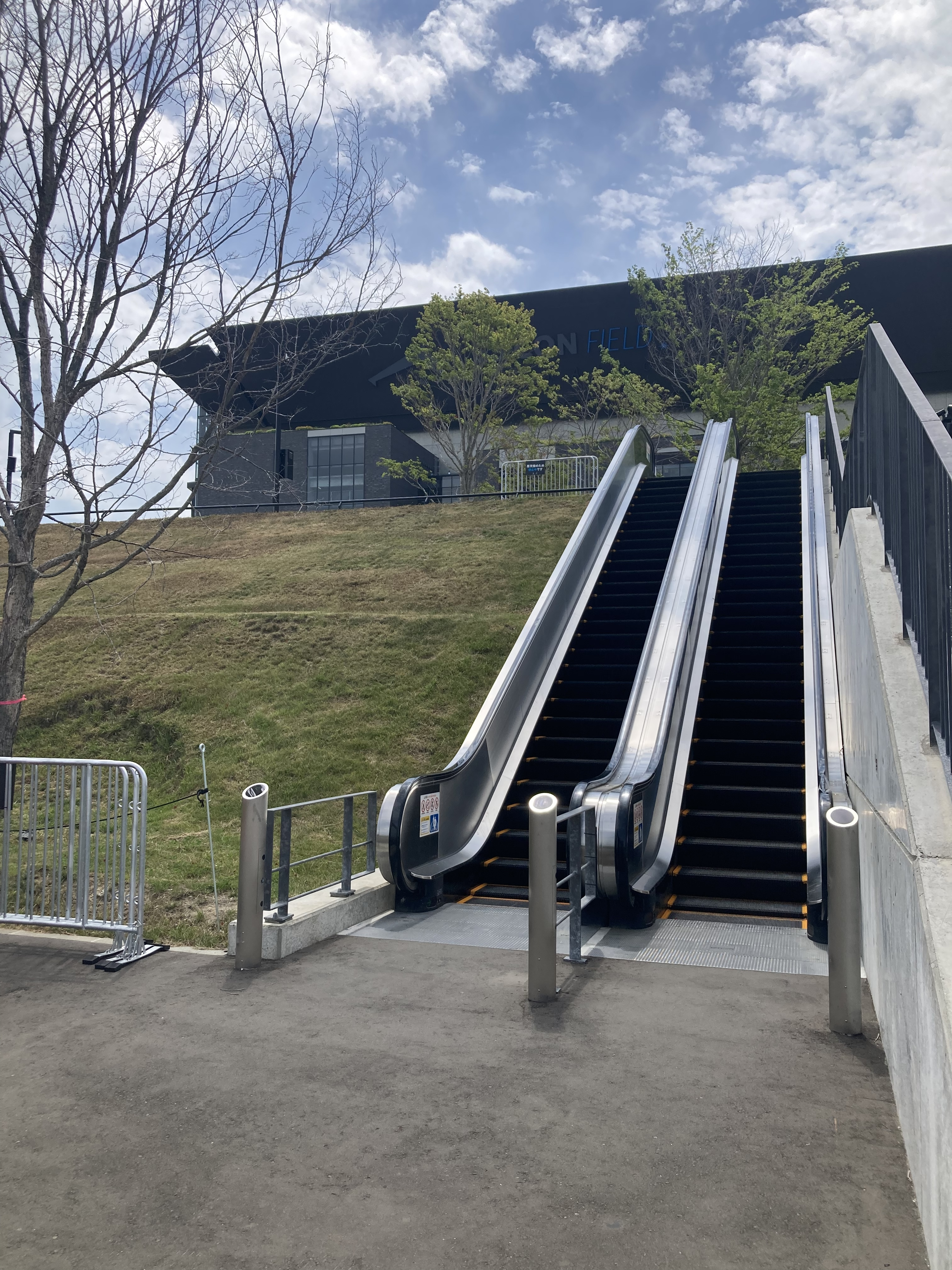
入口の近くエスカレータ（2024年7月20日）
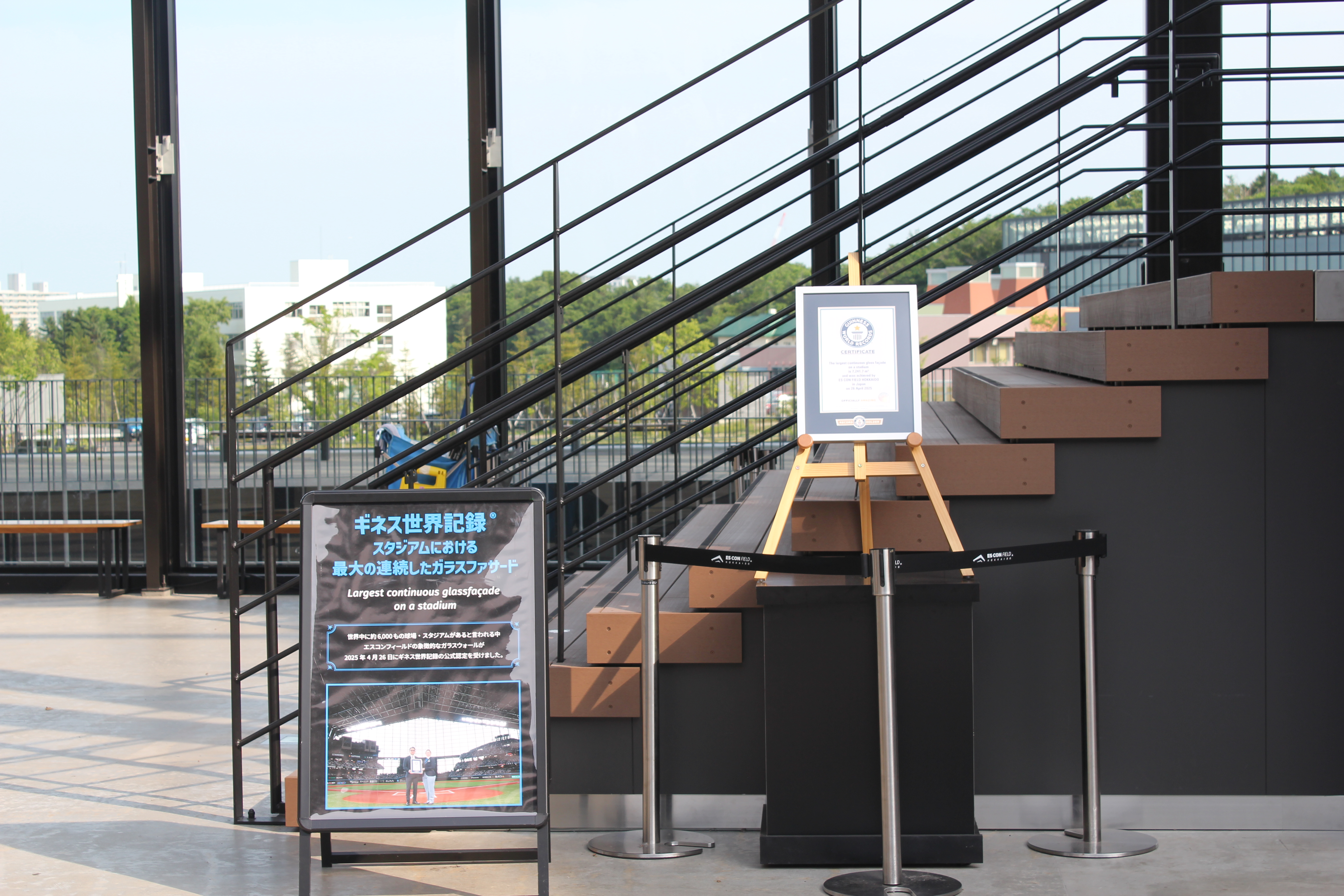
スタジアムにおける連続したガラスファサードのギネス記録（2025年6月25日）

## 設計

### 開閉式屋根
1993年開場の福岡ドーム以来となるNPB史上2番目となる開閉式屋根付き球場で、屋内の天然芝は日本の野球場では初めてである。外野側の壁は最大高さ70mとなるガラス壁であり、採光性を高めて天然芝の育成に寄与する。また、天然芝の育成のため、非試合日を中心に不定期に屋根は開放される。
北海道の伝統的な家屋をモチーフに設計された重さ1万トンある三角屋根も大きな特徴である。屋根の勾配は観客席の兼ね合いからレフト側20度、ライト側17度と左右非対称となっている。また、冬場に積もった雪を屋根上から落雪させないように載せたままにするため、防水設計となっている。
屋根は内野側の固定部と外野側の可動部に分けられている。可動屋根の大きさは南北方向150m、東西方向186mと世界最大であり、天井高はセカンドベース上で約70mとし、プレーに必要な内部空間を確保している。
可動屋根には11mピッチで片側12台、計24台の走行台車が取り付けられ、全長約250mのレール上を移動し、開かれる際には可動屋根が固定屋根の上に重なるようにして25分かけて屋根が開閉される。屋根を開くのにかかる電気代は1回につき2万～3万円とされている。
2023年7月2日（当初7月1日が予定されたが、悪天候のため1日順延）のオリックス・バファローズ戦で、初めて屋根を開けた状態で試合を行った「THE FIRST ROOF OPEN GAME」を催した。以後も定期的にルーフオープンでの試合を予定し、2024年シーズンは6月22日からの残りホームゲームで気候条件が揃った日に屋根を開いて公式戦を行うと発表された。
屋根の開閉時における安全確保のため、JR西日本グループのエリア立ち入り検知システムを採用しており、それゆえJR西日本の営業エリア外にもかかわらず広告がある。

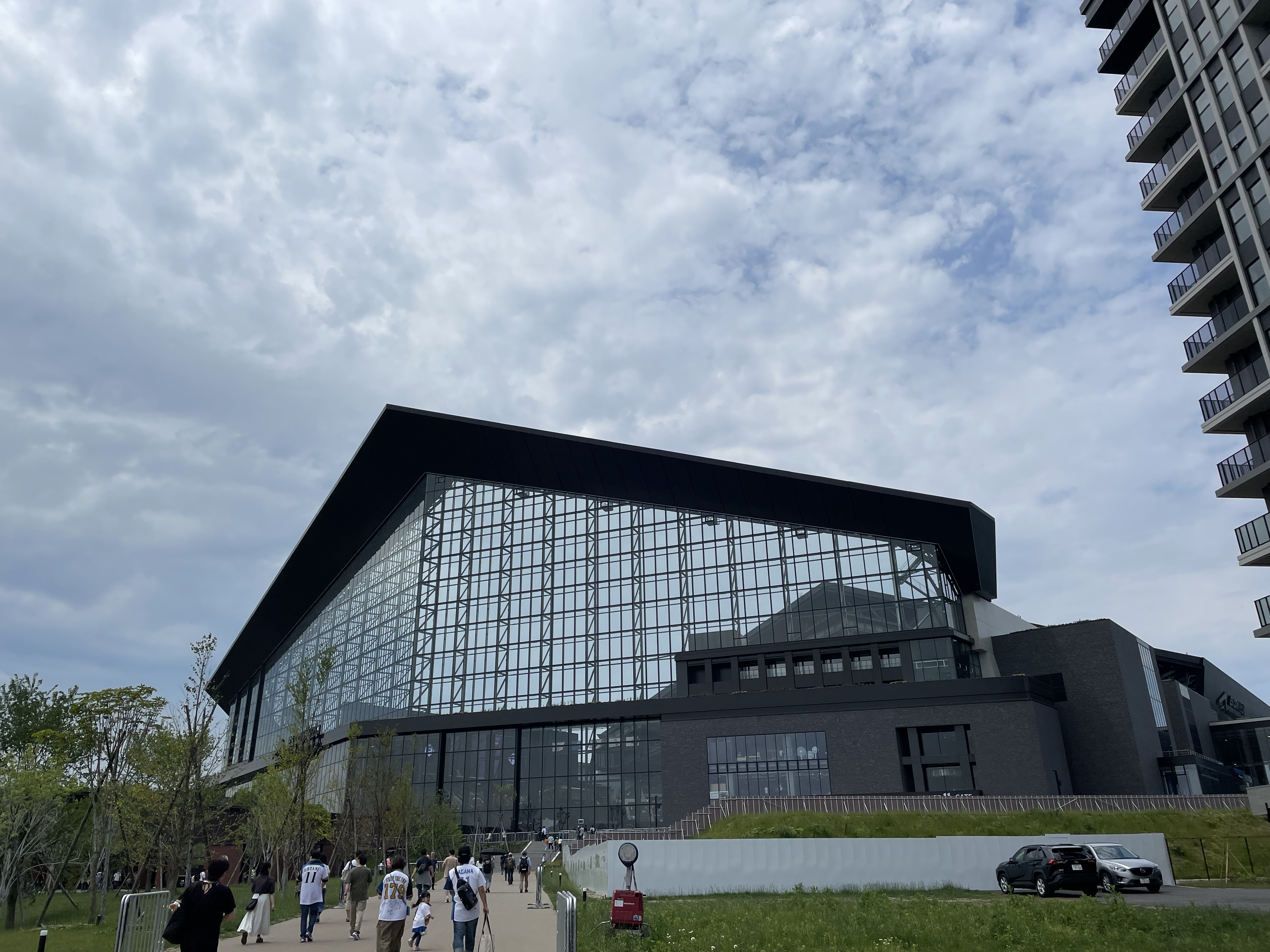
「THE FIRST ROOF OPEN GAME」時の南側から見た外観（2023年7月2日）
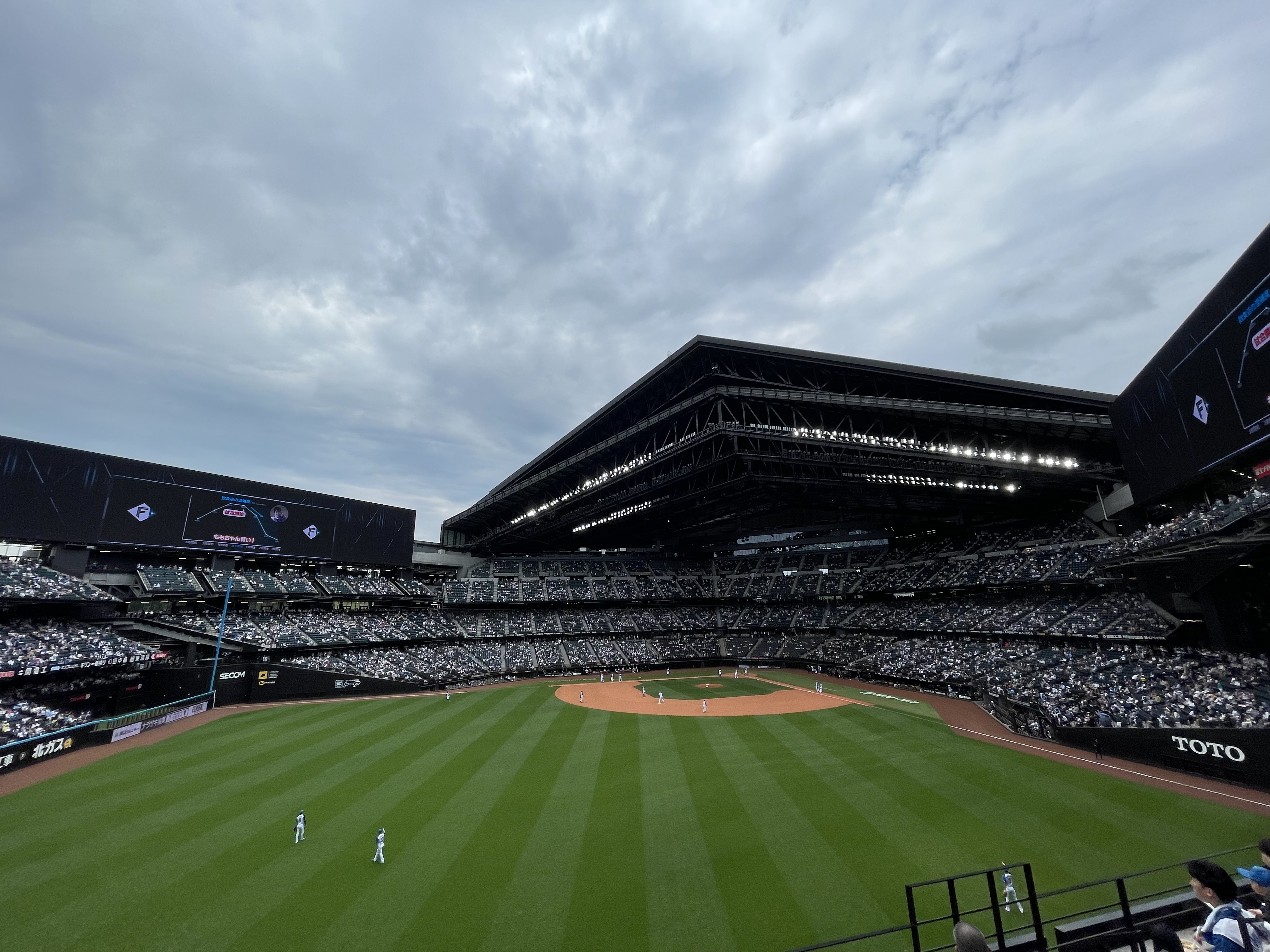
「THE FIRST ROOF OPEN GAME」時のレフト側から見たフィールド（2023年7月2日）

### フィールド
左翼97m、中堅122m、右翼99mと、NPBでは2009年（平成21年）開場のMAZDA Zoom-Zoom スタジアム広島以来となる左右非対称のフィールド形状であり、両翼から中堅にかけての膨らみが少なく、藤井寺球場（1928年（昭和3年）の開場からフェンスを増設する1953年（昭和28年）まで）以来となる外野のフェンスラインが直線のみで構成される球場である。また、ホームベースからバックネットまでが15 mと、ファウルゾーンが以前の本拠地でもある札幌ドームと比べて著しく狭くなり、さらには外野フェンスも大部分が2.8mと札幌ドームのそれよりも低くなっており、本塁打の増加が期待されている。
2023年・2024年の2シーズンは内外野総天然芝だったが、2025年シーズンから内野についてはMLBの複数球場で採用されているShaw Sports Turf社（本社：米国ジョージア州）の「B1K （Batting a Thousand Natural Turf）」というロングパイル人工芝を日本で初めて導入することとなった。MLBのチェイス・フィールドとマーリンズ・パーク（現・ローンデポ・パーク）のような天然芝の生育不良を理由とした人工芝化ではなく、試合前練習の制約の減少や、アマチュア野球の利用機会の増加を目的とした内野のみの人工芝化であり、外野については今後も天然芝が維持される。

### ブルペン
両翼ポール際、外野席の一部をくり抜いたような形でブルペンが設けられており、観客席からも投球練習の様子が観覧可能である。マウンドへの移動はクボタ社製の2人乗り多目的四輪車「ユーティリティービークル」をリリーフカーとして使用している。

### 映像・音響装置
幅約86m×高さ約16m（アスペクト比32：9、5400×990ドット）という世界最大級のLEDビジョン（納入はジャトー株式会社）を両翼スタンド上に備え、バックネット裏に企業広告などを表示するLEDビジョンを上下段に2面、スコアを表示するリボンLEDビジョン、ライト側ブルペン前に企業広告を表示するブルペンビジョンを備える 。
音響面では、大型ラインアレイスピーカーを含め400台弱のスピーカー（納入はジャトー株式会社）を設置している。

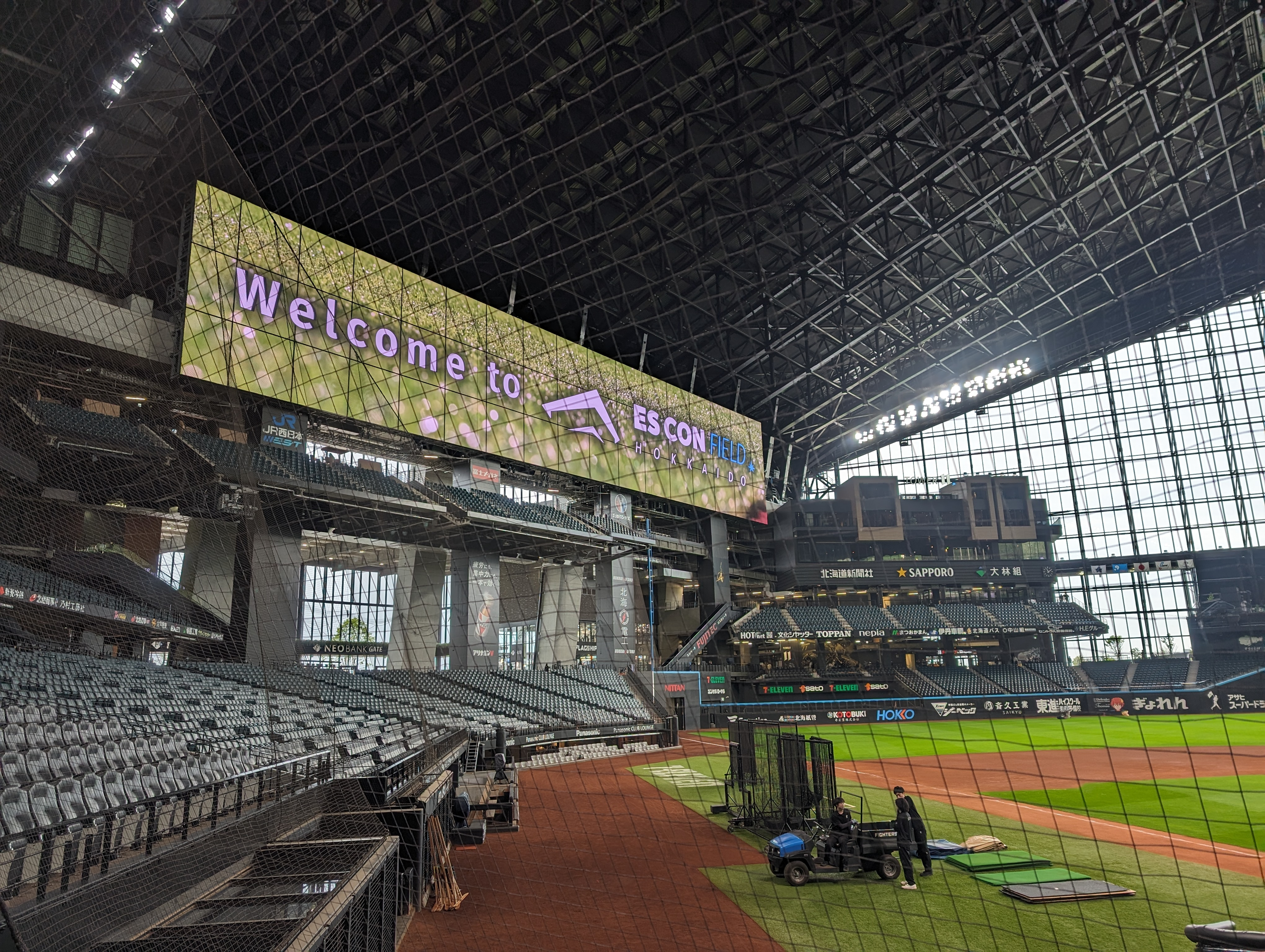
バックネット裏から見上げるレフト側の大型ビジョン（2024年5月31日）
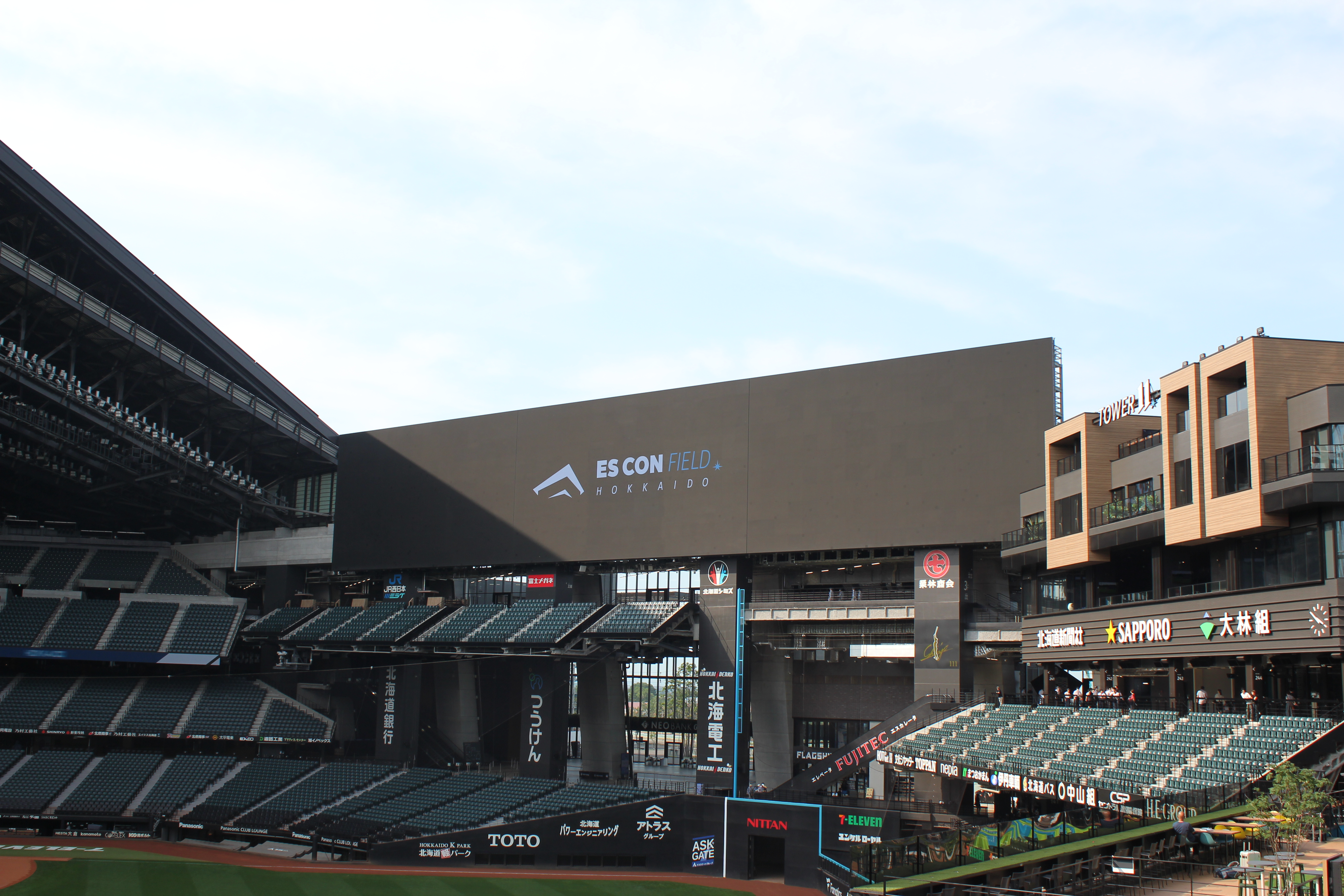
TOWER11と3塁側大型ビジョン（2025年6月25日）

### コンコース
360度回遊型コンコースを採用している。また、バリアフリーに対応している。
コンコース内にはイベントが開催できる広いスペースがあり、3人制バスケットボールやプロレスが開催されたこともある（後述）。
北海道日本ハムファイターズの公式グッズを取り扱う、「ファイターズ フラッグシップ ストア」は1塁側、3塁側に開設されており、コンコースからもアクセスすることができる。

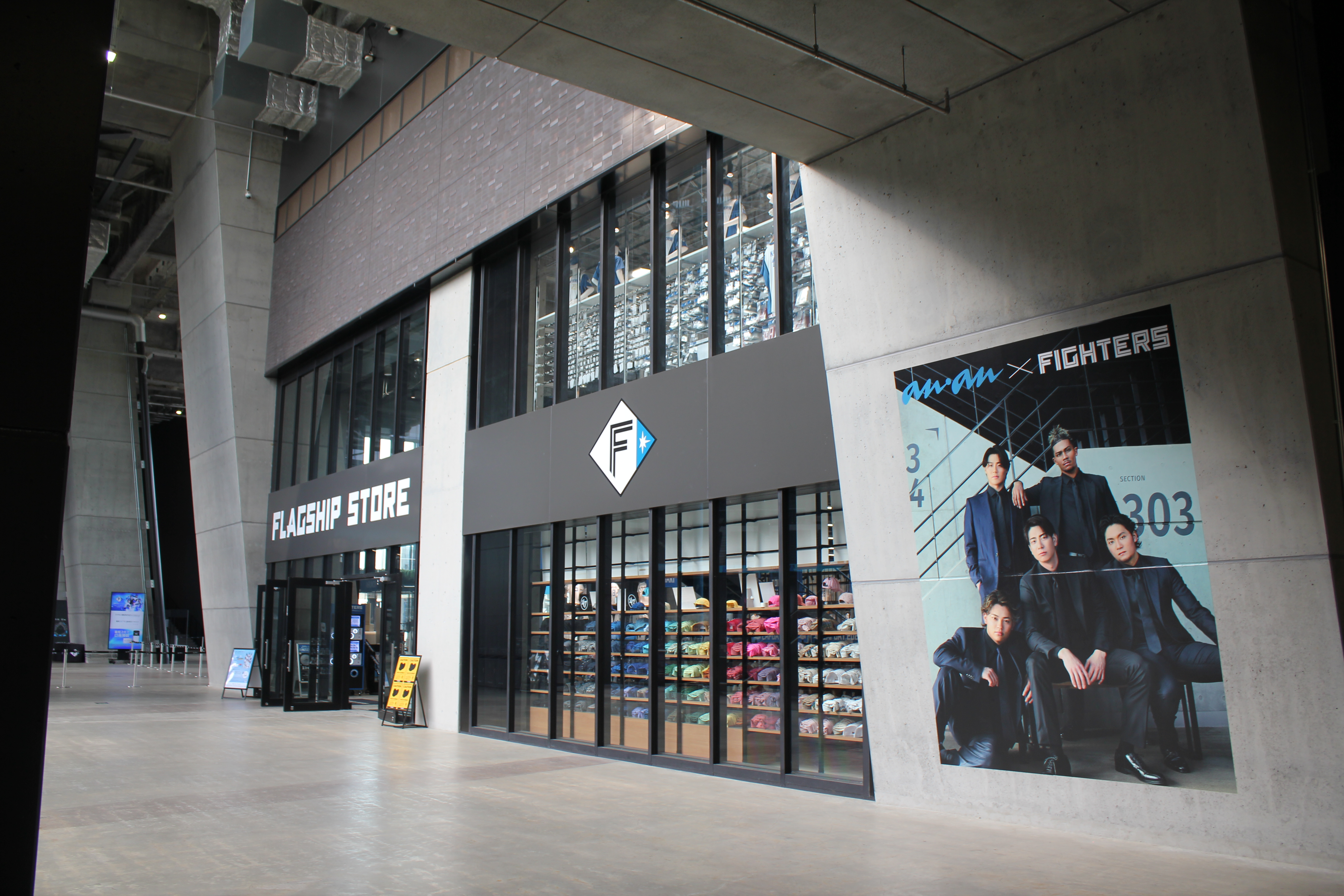
3塁側コンコースから見るファイターズフラッグシップストア（2025年6月25日）
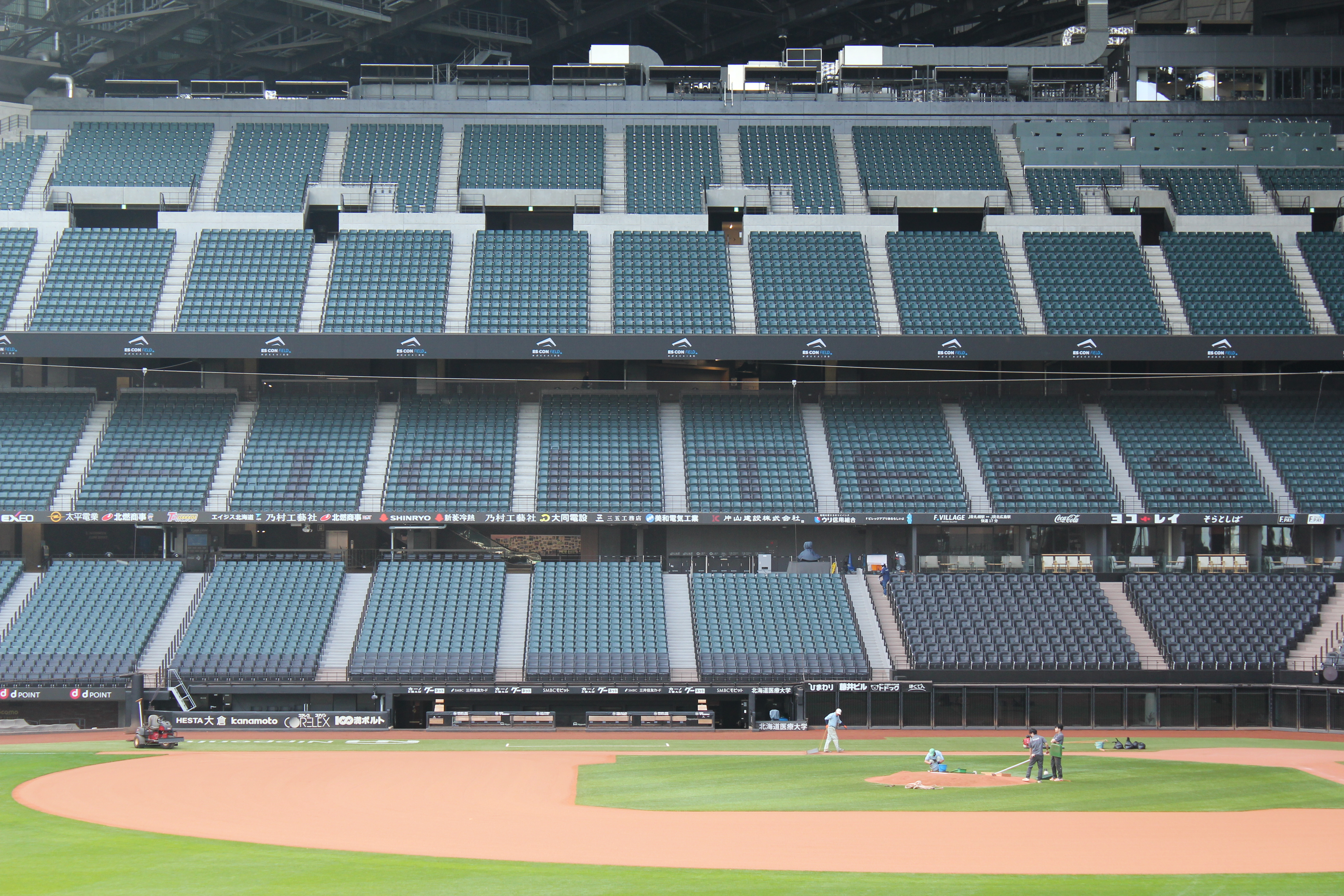
1塁側2階のMAINLAVELには"FIGHTERS"の文字が見える（2025年6月25日）

### バックヤード
日本ハム側のロッカールームは円形であり、面積は316平方メートルとNPBで一番の広さを誇っている。ロッカールームを中心にクラブハウス、バスルームやトレーナー室、用具室、プレーヤーズベンチへつながる4つの出入り口があり、ロッカールームから諸室へのアクセスは容易くなっている。照明は、「戦闘モード」や「リラックスモード」など、気分や状況に合わせて自在に変化させられる設定となっている。
チームエリアには仮眠室もあり、同所には寝具メーカーのマットレスや芳香剤を設置している。さらに、選手が自身でプロテインを配合できる、カウンターキッチン風のエリアなどが存在している。
なお、日本ハムの選手はスターバックスの飲料が飲み放題であるという。

### 付帯施設

#### TOWER11
レフト側ポール際には、5階建て複合型施設「TOWER11（タワー・イレブン）」が設けられている。名前の由来は、メジャーリーガーのダルビッシュ有と大谷翔平がかつて日本ハムの在籍時に使用した背番号11から命名され、壁には両者の壁画が描かれている。
4階・5階には全12室のホテルを設置。一部の部屋ではフィールドをいつでも部屋から見ることが出来る。なお、ホテルは試合開催日以外も宿泊営業する。
3階には世界初の球場内温泉、サウナが設置され、温泉やサウナに入りながら野球観戦することができる。
2階・1階には博物館や乗馬シミュレーター、フードホールなどが設置されている。

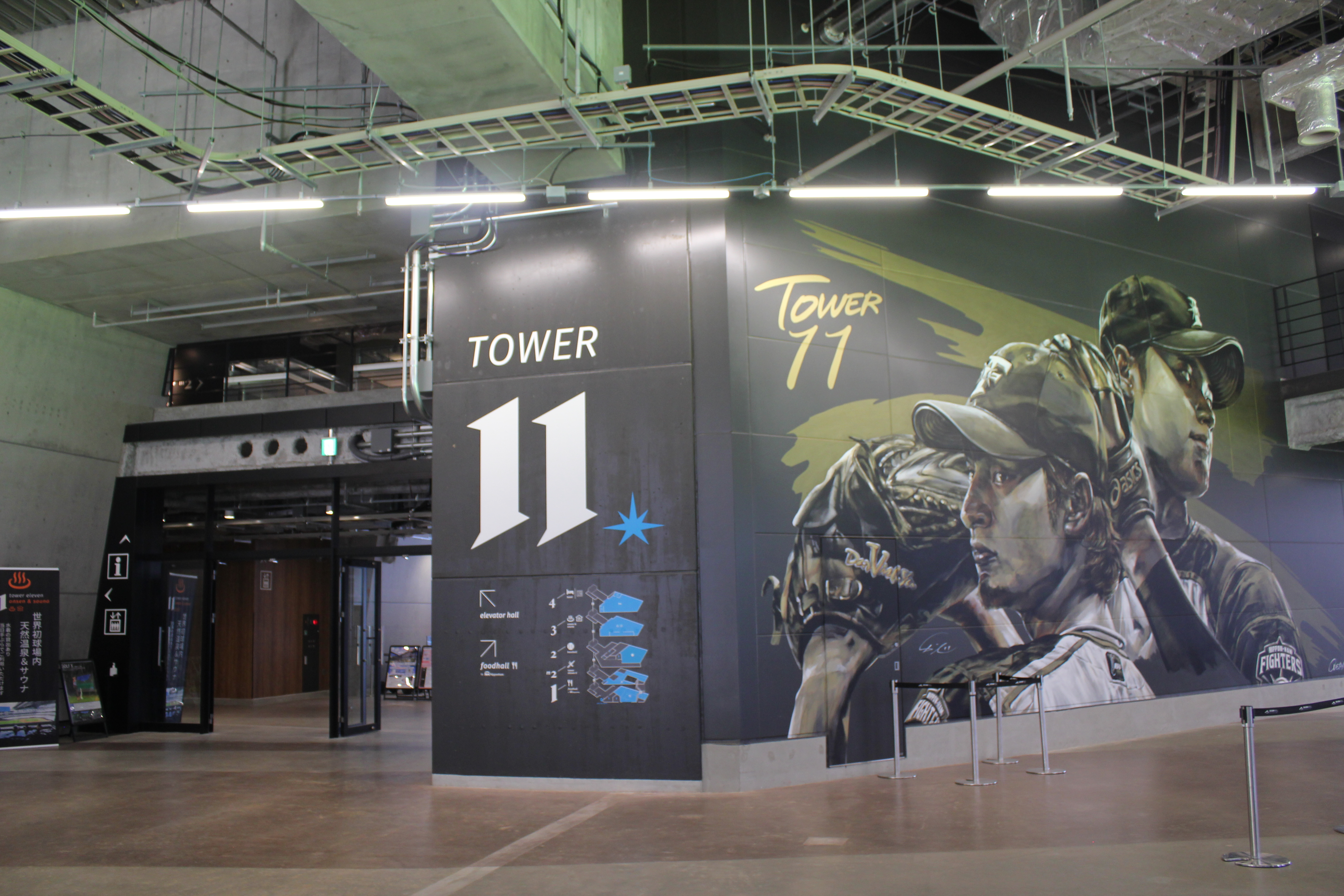
フィールド側から見る「TOWER11」GATE（2025年6月25日）
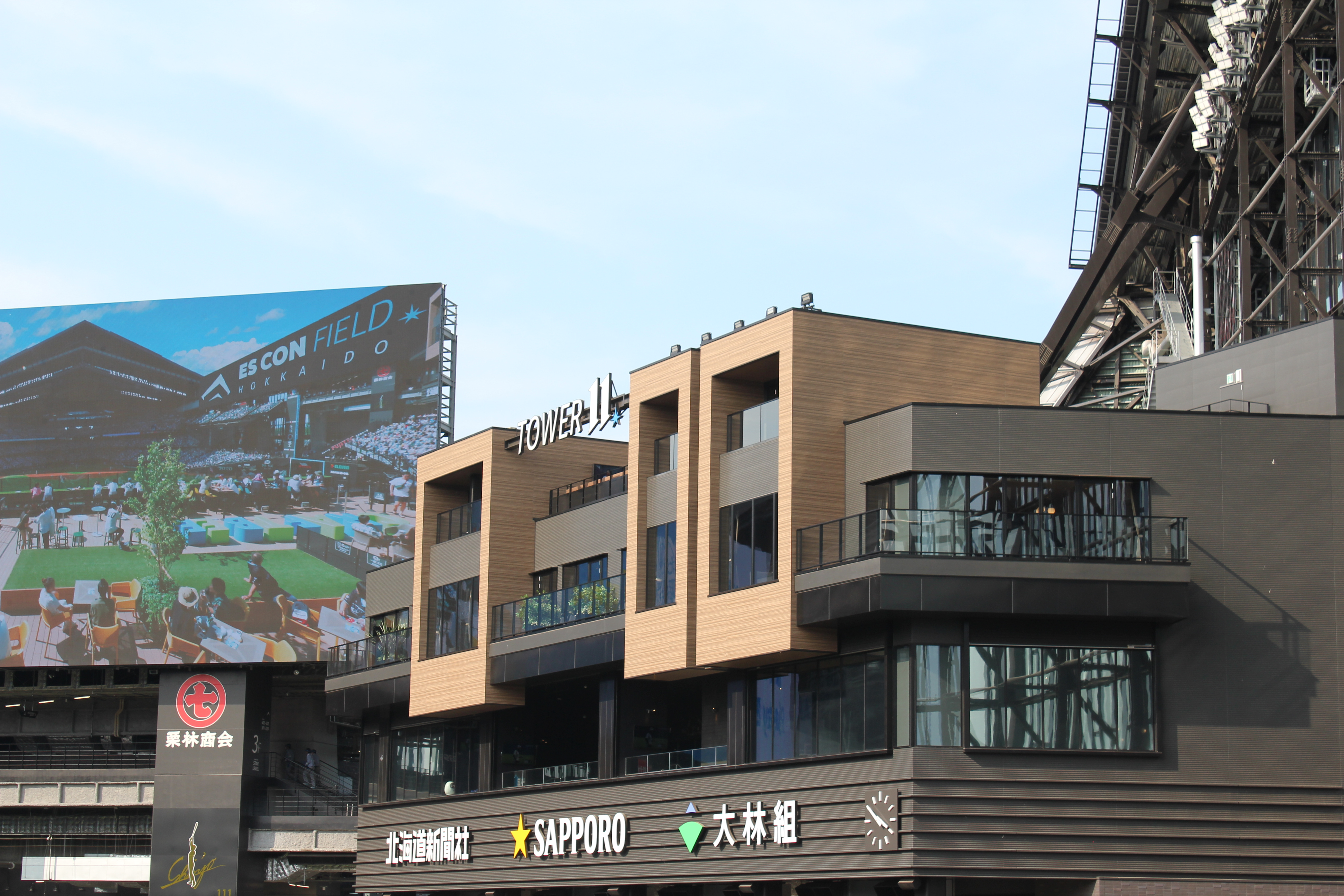
センター方向から撮影した「TOWER11」温泉とサウナ（2025年6月25日）
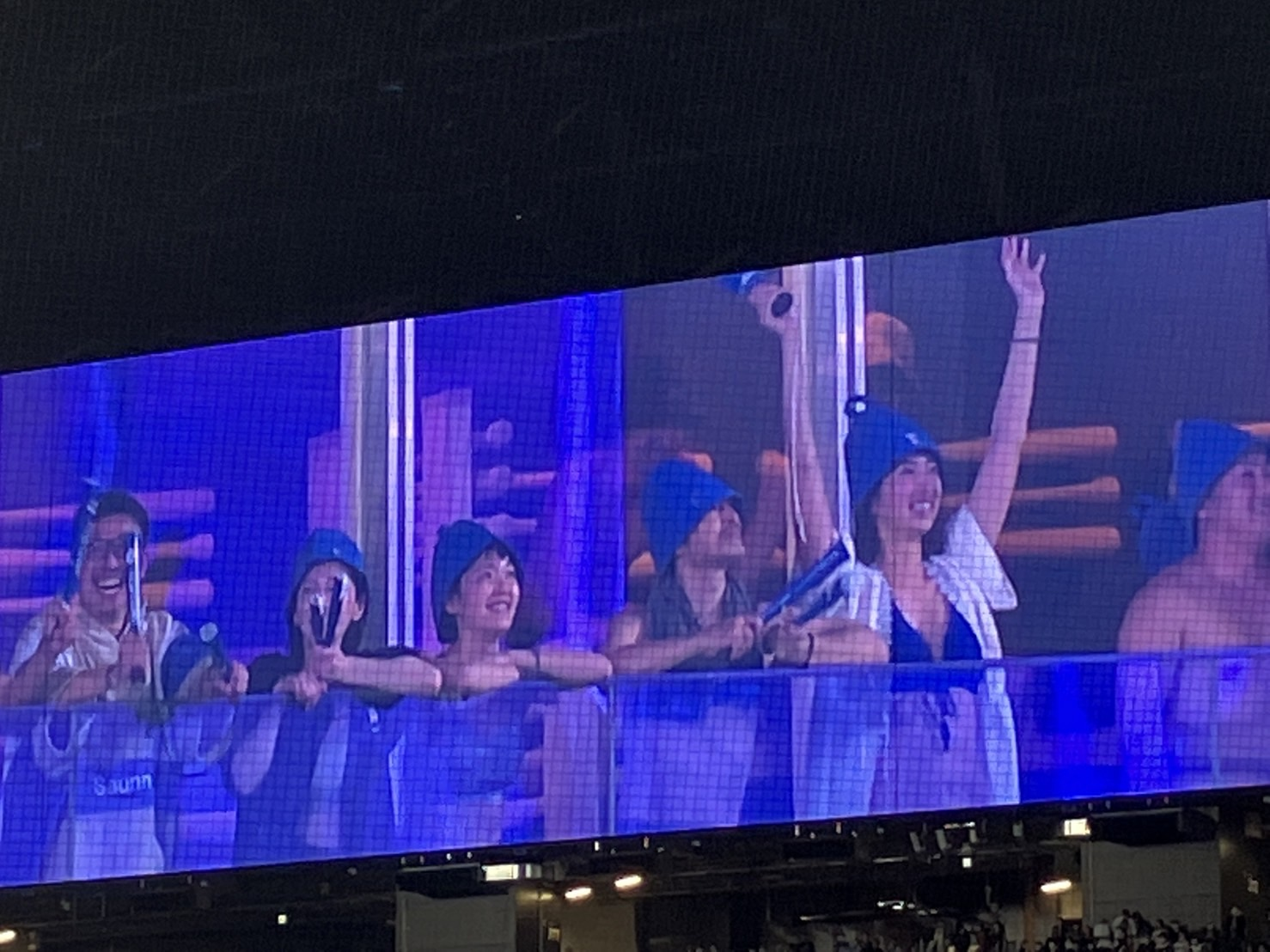
球場スクリーンに映るサウナ観戦客（2023年3月30日）

#### FIGHTERS LIVE FIELD
ライトポール横にある放送席。GAORAでの放送・パ・リーグTVなどの配信で使用される球団制作の中継はこのブース内で実況・解説が行われる（他の放送局用の放送席はバックネット裏上部に設置）。放送席は回転式となっており、試合前・試合後の解説時にはコンコース側に向けて観客に対しての公開放送、試合中はグラウンドへ向けての放送としている。
2023年9月14日の放送中には、清宮幸太郎が放ったファウルボールを解説中の今成亮太が座ったままグラブでキャッチする事象が発生した。

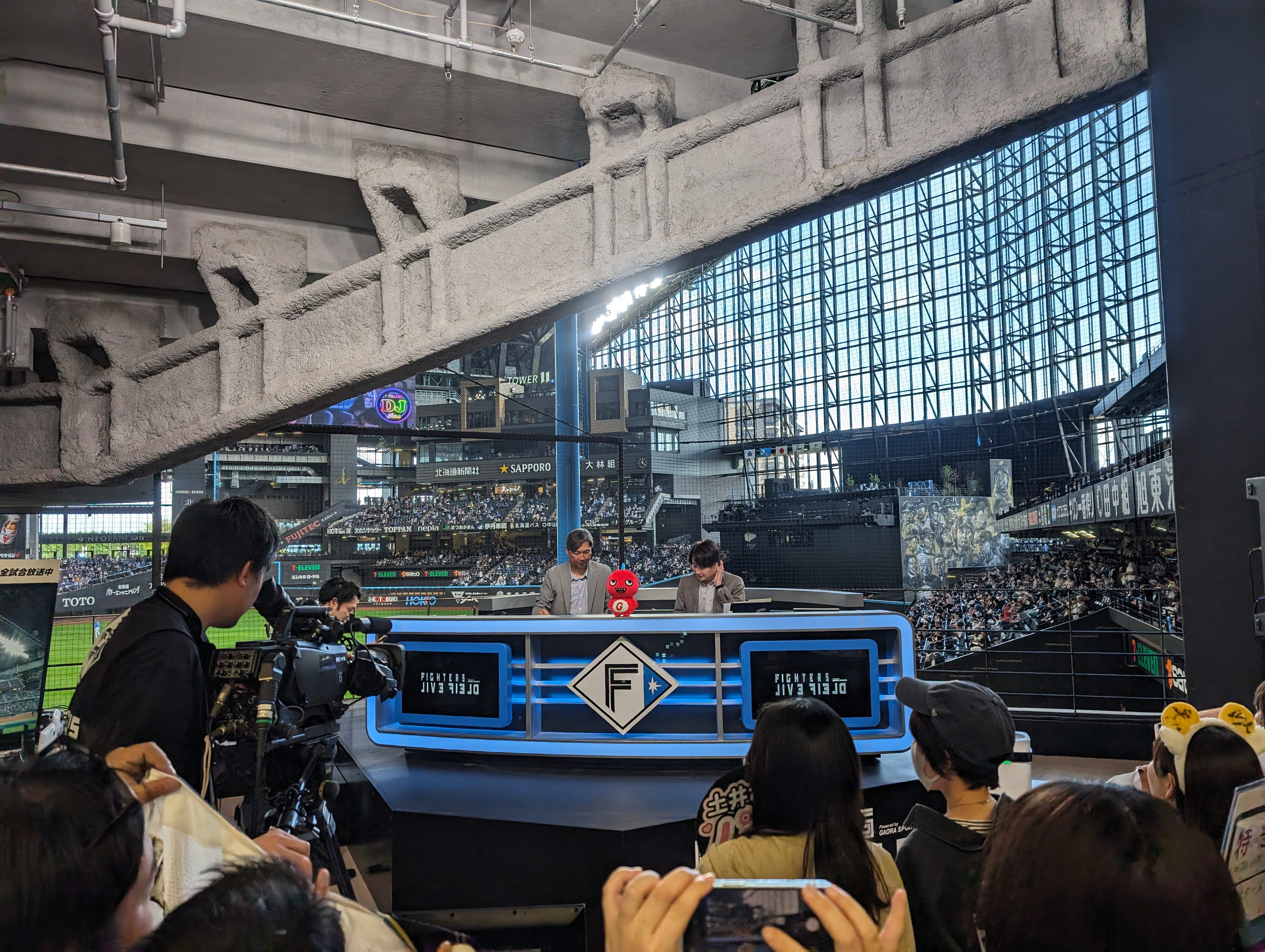
プレショー時のFIGHTERS LIVE FIELD（2024年6月2日）

## 野球以外での利用

### コンサート会場
2023年3月28日には、初の音楽イベントとして『F VILLAGE STARTING LIVE!』が開催された。当初、天然芝の保護のため観客はスタンドのみの入場であり、ステージも二塁付近を中心とした小規模のものとなっていたが、内野を人工芝としたことにより、より大型のステージと観客席を設置することが可能となった。

#### 開催履歴
- 2023年3月28日：F VILLAGE STARTING LIVE![69][67]
  - 出演者：大泉洋、松岡茉優、EXIT、INI、EXILE TAKAHIRO×EXILE THE SECOND、Travis Japan、Little Glee Monster、杉谷拳士、ファイターズガール、DXTEEN、SHOW-GO
- 2023年12月24日：みんなのXmas音楽祭 in エスコンフィールドHOKKAIDO
  - 出演者：大黒摩季、鈴木愛奈、武田真治、ざきのすけ。、福原みほほか
- 2024年2月10日、11日：Candlelightコンサート
  - 蝋燭を多数灯した中で弦楽器を演奏するイベント
- 2024年11月23日：HOKKAIDO LIVE FIELD
  - 出演者：＝LOVE 、DA PUMP、こっちのけんと、アバンギャルディ、寺中友将ほか

### VTuberリアルオフイベント
2025年5月24日・25日、DMMオンクレpresents にじホロ交流戦2025　にじさんじとホロライブの初のリアルオフイベントとして開催された  。

### バスケットボール
2024年7月6日、F NEOBANK GATE内コンコースにて3人制プロバスケットボール3x3.EXE PREMIERのFUz HOKKAIDO.EXEのホームゲームを開催した。
12月28日と29日の2日間にわたり、プロバスケットボールB.LEAGUE・B1のレバンガ北海道 vs シーホース三河戦を開催し、初日はBリーグ史上最多記録となる19,462人を動員した。ちなみにNPB球団の本拠地球場での5人制プロバスケットボール公式戦は1996年と1999年に東京ドームで行われたNBAレギュラーシーズン以来25年ぶりだという。

### プロレス
2024年9月に新日本プロレスがF NEOBANK GATE内コンコースにて大会を行った。

### その他のイベント開催履歴
- 2024年9月22日に創価学会の「青年三代城総会」が行われた[77]。

## トラブル

### ファウルゾーン規則違反問題
2022年（令和4年）11月7日に行われたNPBと12球団の実行委員会で、本塁からバックネット側フェンスまでの距離15mが公認野球規則の定める60フィート（18.288m）以上に満たないことが指摘された。この時点で建設工事の進捗率は95 %を超えていた。11月14日の臨時12球団代表者会議で、日本ハムがファウルゾーンを公認野球規則に従った仕様へ改修すると表明し、2023年と2024年のシーズンオフを工事期間にあてることが説明された。それにより「野球規則に則った規格へ段階的に改修することを条件に、2023年シーズンから本球場をNPBの公式戦で使用可能とする」特例措置が決定した。翌年の開幕が切迫していることから、2023年シーズンは現状の規格のまま使用することが容認された。
しかし、改修の要否について多方面から意見が上がり、2023年（令和5年）3月6日の12球団実行委員会において、「公認野球規則他のルール順守の姿勢を示した上で、球団がNPBに対し野球振興協力金を支払う」という条件で、現在の規格のまま永続的に使用することが認められた。なお、金額は日本ハムが決めるものとして非公表で、NPB事務局は「改修費用を勘案して、誠意ある金額を提示してもらう」としている。
この問題が発生した原因の1つは、本球場を設計した会社がアメリカのHKSであり、アメリカの規則で設計されたためである。当時はNPBの公認野球規則の要件とMLBの公式規則"Official Baseball Rules"の要件が異なっており、日本の公式規則では「60フィート以上を必要とする」と記されていた一方で、アメリカの公式規則で当該部分は「60フィート以上が推奨される（recommended）」と記されている。2023年（令和5年）11月29日にNPB公式規則をMLB公式規則に合わせる形で改正し、本球場はNPBの公式規則に則ったものとなった。

### アクセスの脆弱性
Fビレッジに直結する最寄駅として、付近を通るJR北海道千歳線に「北海道ボールパーク駅」（仮称）の新設が予定されているものの、駅開業は早くて2028年夏ごろとされている。このため、当面は同線の北広島駅が最寄りとなっており、駅からスタジアム内へは徒歩19分程度を要する。同駅では球場の開業にあわせてプラットホームの拡張工事も行われたが、2023年3月30日の開幕戦では、試合終了後に北広島駅に向かう観客の列で駅周辺が混雑し、駅構内への入場待ちで時間を要する事象も発生した。
北広島駅や新札幌駅、野幌駅、新千歳空港から球場へ直行するシャトルバスは、乗務員不足を理由に北海道中央バスやジェイアール北海道バスは運行しないことを表明し、北海道バスが運行することとなった。2024年現在、車内での運賃の決済方法は、現金のほかは全国相互利用に対応した交通系ICカード、Visaのタッチ決済となっているが、2023年7月下旬まではICカードが使用できなかったため混雑の要因として挙げられることがあった。
自家用車での来場も考慮し、Fビレッジには事前予約制で約4,000台を収容できる駐車場が設けられているが、周辺に大型商業施設が多いため、その駐車場への目的外迷惑駐車や、球場近くの川沿いや住宅地などでの違法駐車も散見されるなど、周辺道路の混雑も含め、地元住民に生活環境悪化への懸念を生じさせている。近隣の商業施設では、試合開催日などの特定日について駐車料金の大幅値上げが行われているほか、違法駐車防止のため警備員による定期的な巡回などの対策がとられている。球場側も、時差退場の呼びかけに加え、試合終了後のイベント開催や場内飲食店の延長営業などを実施し、帰宅時の混雑分散化を模索している。
日本ハムの新庄剛志監督は2023年3月時点でアクセスの脆弱性に言及しており、「球場から帰る時に見ていたんですけど、バスを待ってる人たち（の行列）。あれはあと2時間ぐらい待たないといけないぐらいの列で…。（球団）社長に言っておきましたが、タクシーとかバスの台数を増やしてもらわないと。今のままなら7、8回で席を立つかな」と苦言を呈していた。

## 主な試合の記録
- 2023年3月14日、プロ野球オープン戦初開催（対西武）[27]。
- 3月23日、ソフトバンクとのオープン戦で、日本ハムの今川優馬が球場第1号本塁打[102]。
- 3月30日、プロ野球公式戦初開催（対楽天）。楽天の伊藤裕季也が公式戦第1号本塁打[103]。
- 4月1日、日本ハムが公式戦初勝利（対楽天）。鈴木健矢が日本ハムの選手による初の勝利投手。
- 4月14日、西武戦で野村佑希が日本ハムの選手による公式戦初本塁打[104]。
- 2024年4月3日、楽天戦で万波中正がエスコンフィールド通算第100号本塁打、合わせて史上最年少での全打順本塁打達成[105]。

## アクセス

### 鉄道
2023年（令和5年）3月の開業時点では、球場まで徒歩約20分の距離にあるJR北海道千歳線北広島駅がスタジアムに最も近い駅となっている。北広島駅からはエルフィンロードを通りBIGBOSS Bridgeを渡る。
2019年（令和元年）に、同線北広島駅 - 上野幌駅間に北海道ボールパーク駅（仮称）を新設する暫定計画が発表された。開業は最短で2027（令和9）年度末を予定する。
2021年（令和3年）春、2023年（令和5年）のスタジアム開業を想定して駅西口を拡張し、駅から競技場へ直接アクセス可能なシャトルバスターミナルが増設された。

### シャトルバス
2025年（令和7年）4月21日現在、球場に向かうシャトルバスは、前述のJR北広島駅（北海道バス・千歳相互観光バス）のほか、札幌駅（北海道バス）・新札幌駅（北海道バス・エルム観光バス）・野幌駅（エルム観光バス）・新千歳空港（北海道バス）を発着する5路線がある。このうち、野幌駅発着便を除きプロ野球の試合やイベントのない日も運行される。バスに関する詳細はバス事業者記事を参照。

### 自家用車

#### 駐車場
自家用車での来場客を想定し、7か所で合計4,000台を収容する駐車場を確保し、三菱地所パークスが運営管理する。
試合開催日の駐車については、事前予約の駐車券を購入する必要がある。状況によっては、Fビレッジ外の土地や他施設の駐車場（星槎道都大学、サンパーク札幌ゴルフコースなど）を臨時で追加駐車場として販売を行うこともある。

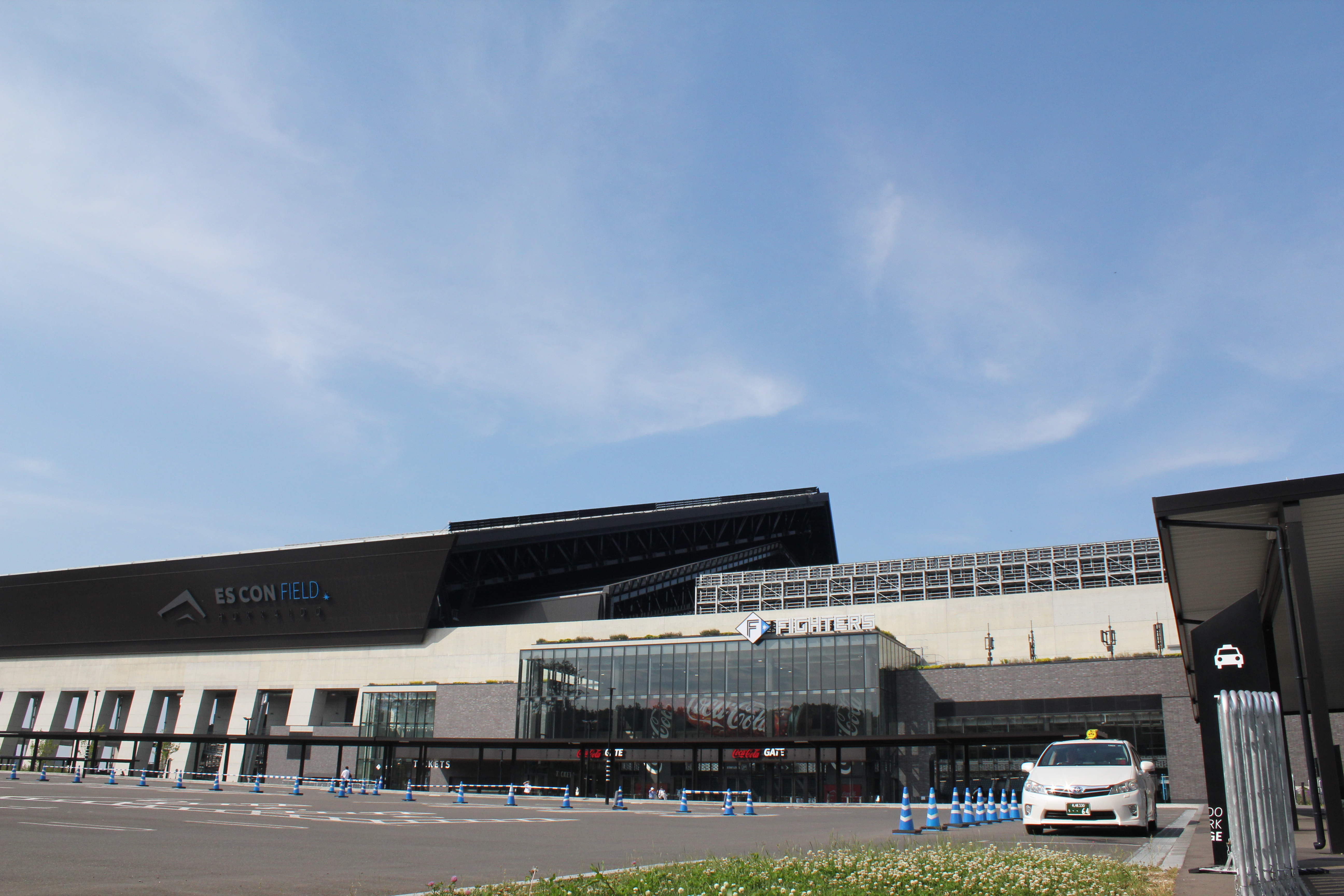
ES CON FIELD HOKKAIDO バス・タクシー乗り場（2025年6月25日）
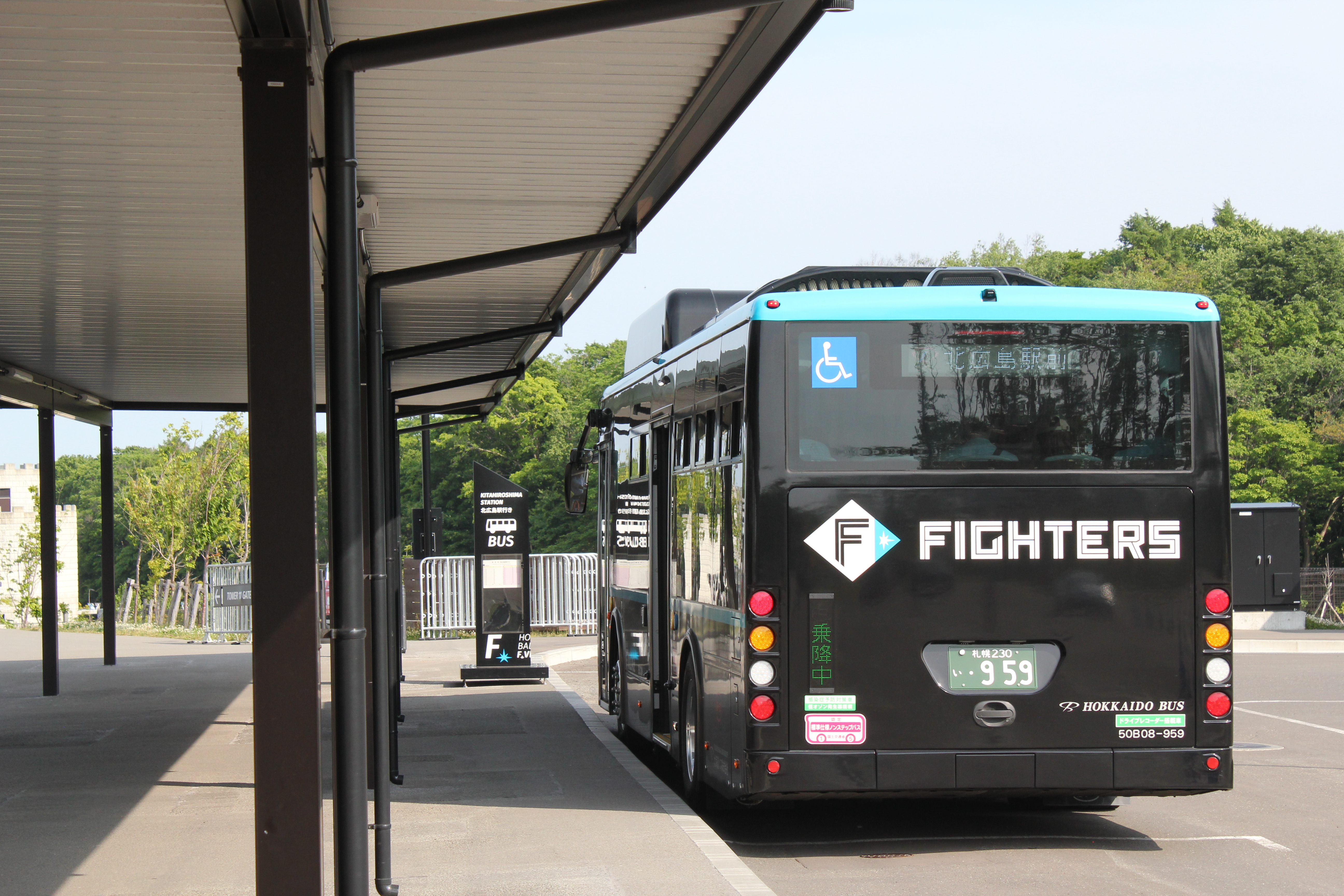
ボールパーク南側、バス乗り場に停車するJR北広島駅行きラッピングバス（2025年6月25日）